# Liste der Kulturdenkmale in Trachau (A–J)
Die Liste der Kulturdenkmale in Trachau umfasst sämtliche Kulturdenkmale der Dresdner Gemarkung Trachau. Die Anmerkungen sind zu beachten.

Diese Liste ist eine Teilliste der Liste der Kulturdenkmale in Dresden.

Diese Liste ist eine Teilliste der Liste der Kulturdenkmale in Sachsen.
Aufgrund der hohen Anzahl der Kulturdenkmale wurde die alphabetisch nach Adressen geordnete Liste in folgende zwei Teillisten untergliedert:
- Liste der Kulturdenkmale in Trachau (A–J)
- Liste der Kulturdenkmale in Trachau (K–Z)

Diese Teilliste enthält alle Kulturdenkmale von A bis J.

## Legende
- Bild: Bild des Kulturdenkmals, ggf. zusätzlich mit einem Link zu weiteren Fotos des Kulturdenkmals im Medienarchiv Wikimedia Commons. Wenn man auf das Kamerasymbol klickt, können Fotos zu Kulturdenkmalen aus dieser Liste hochgeladen werden:
- Bezeichnung: Denkmalgeschützte Objekte und ggf. Bauwerksname des Kulturdenkmals
- Lage: Straßenname und Hausnummer oder Flurstücknummer des Kulturdenkmals. Die Grundsortierung der Liste erfolgt nach dieser Adresse. Der Link (Karte) führt zu verschiedenen Kartendiensten mit der Position des Kulturdenkmals. Fehlt dieser Link, wurden die Koordinaten noch nicht eingetragen. Sind diese bekannt, können sie über ein Tool mit einer Kartenansicht einfach nachgetragen werden. In dieser Kartenansicht sind Kulturdenkmale ohne Koordinaten mit einem roten bzw. orangen Marker dargestellt und können durch Verschieben auf die richtige Position in der Karte mit Koordinaten versehen werden. Kulturdenkmale ohne Bild sind an einem blauen bzw. roten Marker erkennbar.
- Datierung: Baubeginn, Fertigstellung, Datum der Erstnennung oder grobe zeitliche Einordnung entsprechend des Eintrags in der sächsischen Denkmaldatenbank
- Beschreibung: Kurzcharakteristik des Kulturdenkmals entsprechend des Eintrags in der sächsischen Denkmaldatenbank, ggf. ergänzt durch die dort nur selten veröffentlichten Erfassungstexte oder zusätzliche Informationen
- ID: Vom Landesamt für Denkmalpflege Sachsen vergebene, das Kulturdenkmal eindeutig identifizierende Objekt-Nummer. Der Link führt zum PDF-Denkmaldokument des Landesamtes für Denkmalpflege Sachsen. Bei ehemaligen Kulturdenkmalen können die Objektnummern unbekannt sein und deshalb fehlen bzw. die Links von aus der Datenbank entfernten Objektnummern ins Leere führen. Ein ggf. vorhandenes Icon  führt zu den Angaben des Kulturdenkmals bei Wikidata.

## Trachau
| Bild           | Bezeichnung | Lage | Datierung | Beschreibung | ID       |
| -------------- | --- | --- | --- | --- | -------- |
| Weitere Bilder | Sachgesamtheit Großsiedlung Trachau mit zahlreichen Einzeldenkmalen                                                            | Aachener Straße 1; 3; 5 7; 7b; 9; 9b; 11; 11b; 13; 15; 15b; 17; 17b; 19; 19b; 19c; 21; 21b; 23; 23b; 25; 25b; 27; 27b; 29 (Karte) | 1934–1936, 2. Bauabschnitt (Siedlung), Ende 1950er Jahre, 3. Bauabschnitt (Siedlung)                                     | Sachgesamtheit Großsiedlung Trachau mit folgenden Einzeldenkmalen: Güntzheim, Apostelkirche, Heizhaus, Brunnen mit Faunfigur und zahlreiche Wohngebäude; Großsiedlung Trachau, Bauabschnitt bis 1933 bekanntestes Beispiel des Neuen Bauens in Dresden und repräsentativ für den gemeinnützigen Wohnungsbau der Weimarer Republik, danach konsequent in traditioneller Bauweise fortgesetzt, damit exemplarisch für den Paradigmenwechsel in Architektur und Städtebau nach 1933, baugeschichtlich, städtebaulich und in Teilen künstlerisch bedeutend sowie singulär. | 09217340 |
| Weitere Bilder | Großsiedlung Trachau: Häuserzeile über L-förmigem Grundriss (Einzeldenkmal zu ID-Nr. 09217340)                                 | Aachener Straße 1; 3 (Karte) | 1934–1936 (Mehrfamilienwohnhaus)                                                                                         | Einzeldenkmal o. g. Sachgesamtheit: Häuserzeile (Aachener Straße 1/3 und Industriestraße 28) über L-förmigem Grundriss; Häuserzeile traditionell gestaltet, baugeschichtlich, städtebaulich und in Teilen künstlerisch bedeutend sowie singulär. | 09217566 |
|                | Wohnhaus, Teil einer kleinen Wohnanlage an der Ecke Aachener Straße und Industriestraße aus insgesamt 5 Gebäuden               | Aachener Straße 2 (Karte) | 1955 (Mehrfamilienwohnhaus)                                                                                              | traditionell gestaltete Geschossbauten mit Lochfassaden und Walmdächern, siehe auch Aachener Straße 4-8, Böttgerstraße 1/3 und Industriestraße 26a-26d, Akzentsetzung durch Anbauten mit gestalteten Brüstungsfeldern und Balkonaustritten, charakteristische Beispiele früher DDR-Architektur, baugeschichtlich bedeutend, zudem stadtentwicklungsgeschichtlich von Belang | 09210051 |
| Weitere Bilder | Großsiedlung Trachau: stillgelegter und bepflanzter Brunnen mit Faunfigur (Einzeldenkmal zu ID-Nr. 09217340)                   | Aachener Straße 3 (neben) (Karte)                                                                                                 | um 1930 (Brunnen) | Einzeldenkmal o. g. Sachgesamtheit: stillgelegter und bepflanzter Brunnen mit Faunfigur; Teil der Großsiedlung Trachau, Bauabschnitt bis 1933 bekanntestes Beispiel des Neuen Bauens in Dresden und repräsentativ für den gemeinnützigen Wohnungsbau der Weimarer Republik, danach konsequent in traditioneller Bauweise fortgesetzt, damit exemplarisch für den Paradigmenwechsel in Architektur und Städtebau nach 1933, Brunnen mit Plastik vor allem künstlerisch bedeutend | 09303595 |
|                | Doppelwohnhaus, Teil einer kleinen Wohnanlage an der Ecke Aachener Straße und Industriestraße aus insgesamt 5 Gebäuden         | Aachener Straße 4; 6 (Karte) | 1955 (Doppelwohnhaus) | traditionell gestaltete Geschossbauten mit Lochfassaden und Walmdächern, siehe auch Aachener Straße 2, Böttgerstraße 1/3 und Industriestraße 26a-26d, Akzentsetzung durch Anbauten mit gestalteten Brüstungsfeldern und Balkonaustritten, charakteristische Beispiele früher DDR-Architektur, baugeschichtlich bedeutend, zudem stadtentwicklungsgeschichtlich von Belang | 09217335 |
| Weitere Bilder | Großsiedlung Trachau: Wohnhaus (Einzeldenkmal zu ID-Nr. 09217340)                                                              | Aachener Straße 5 (Karte) | 1934–1936 (Mehrfamilienwohnhaus)                                                                                         | Einzeldenkmal o. g. Sachgesamtheit: Wohnhaus traditionell gestaltet, Siedlung baugeschichtlich, städtebaulich und in Teilen künstlerisch bedeutend sowie singulär. | 09210053 |
| Weitere Bilder | Großsiedlung Trachau: Doppelwohnhaus (Einzeldenkmal zu ID-Nr. 09217340)                                                        | Aachener Straße 7; 7b (Karte) | 1934–1936 (Doppelwohnhaus)                                                                                               | Einzeldenkmal o. g. Sachgesamtheit: Doppelwohnhaus traditionell gestaltet, Siedlung baugeschichtlich, städtebaulich und in Teilen künstlerisch bedeutend sowie singulär. | 09210054 |
|                | Wohnhaus, Teil einer kleinen Wohnanlage an der Ecke Aachener Straße und Industriestraße aus insgesamt 5 Gebäuden               | Aachener Straße 8 (Karte) | 1955 (Mehrfamilienwohnhaus)                                                                                              | traditionell gestaltete Geschossbauten mit Lochfassaden und Walmdächern, siehe auch Aachener Straße 2-6, Böttgerstraße 1/3 und Industriestraße 26a-26d, Akzentsetzung durch Anbauten mit gestalteten Brüstungsfeldern und Balkonaustritten, charakteristische Beispiele früher DDR-Architektur, baugeschichtlich bedeutend, zudem stadtentwicklungsgeschichtlich von Belang | 09210052 |
| Weitere Bilder | Großsiedlung Trachau: Häuserzeile über U-förmigen Grundriss (Einzeldenkmal zu ID-Nr. 09217340)                                 | Aachener Straße 9; 9b; 11; 11b (Karte)                                                                                            | 1929–1939 (Mehrfamilienwohnhaus)                                                                                         | Einzeldenkmal o. g. Sachgesamtheit: Häuserzeile (Aachener Straße 9/9b/11/11b, Halleystraße 1/3/5/7 und Kopernikusstraße 38/38b) über U-förmigen Grundriss; Häuserzeile traditionell gestaltet, Siedlung baugeschichtlich, städtebaulich und in Teilen künstlerisch bedeutend sowie singulär. | 09210055 |
| Weitere Bilder | 40. Bezirksschule; 40. Volksschule; 40. POS; 40. Mittelschule; 56. Mittelschule                                                | Aachener Straße 10 (Karte) | 1910 (Schule) | Schulgebäude; Erweiterung der Schule an der Böttgerstraße, 1929 nördlicher Anbau von Paul Wolf - 2013 abgebrochen, Reliefs mit Darstellungen von Kindern an der Eingangspforte als typische Gestaltungselemente Hans Erlweins, baugeschichtlich und ortsgeschichtlich bedeutend. | 09217367 |
| Weitere Bilder | Großsiedlung Trachau: Häuserzeile (Einzeldenkmal zu ID-Nr. 09217340)                                                           | Aachener Straße 13; 15; 15b; 17; 17b; 19; 19b; 19c; 21; 21b; 23; 23b; 25 (Karte)                                                  | 1929–1939 (Mehrfamilienwohnhaus)                                                                                         | Einzeldenkmal o. g. Sachgesamtheit: Häuserzeile traditionell gestaltet, Siedlung baugeschichtlich, städtebaulich und in Teilen künstlerisch bedeutend sowie singulär. | 09210059 |
| Weitere Bilder | Großsiedlung Trachau: Häuserzeile (Einzeldenkmal zu ID-Nr. 09217340)                                                           | Aachener Straße 25b; 27; 27b; 29; 29b (Karte)                                                                                     | 1929–1939 (Mehrfamilienwohnhaus)                                                                                         | Einzeldenkmal o. g. Sachgesamtheit: Häuserzeile; Häuserzeile traditionell gestaltet, Siedlung baugeschichtlich, städtebaulich und in Teilen künstlerisch bedeutend sowie singulär. | 09210060 |
|                | Wasserwerk Trachau (ehem.) | Aachener Straße 31 (Karte) | 1899–1900 (Wasserwerk)                                                                                                   | Wasserwerk (ehem.) und Einfriedung; heute als Wohnhaus genutzt, typischer Klinkerbau der Jahrhundertwende in historisierender Formensprache, Fassade durch den Wechsel von roten und gelben Vormauerziegeln gestaltet, Gebäude ortsgeschichtlich und technikgeschichtlich bedeutend | 09210064 |
|                | Mietvilla mit Einfriedung | Aachener Straße 33 (Karte) | um 1910 (Mietvilla) | im Reformstil der Zeit um 1910, zeittypische Putzfassade belebt durch Holzklappläden, baugeschichtlich und stadtentwicklungsgeschichtlich bedeutend | 09217337 |
| Weitere Bilder | Sachgesamtheit Gartenheimsiedlung Trachau mit zahlreichen Einzeldenkmalen                                                      | Aachener Straße 34; 36; 38 (Karte)                                                                                                | 1926–1927 (Siedlung) | Sachgesamtheit Gartenheimsiedlung Trachau mit den als Einzeldenkmalen erfassten Gebäuden Aachener Straße 34/36/38 und Burgsdorffstraße 33 (ID-Nr. 09210099), Aachener Straße 40/42, 44/46, 48/50 (ID-Nr. 09210065, 09210066, 09210068), Böttgerstraße 31/33/35, 37/39 und Burgsdorffstraße 31 (ID-Nr. 09217348, 09210095), Burgsdorffstraße 30/32/34 (ID-Nr. 09217389), Kronenstraße 40, 42, 44/46 (ID-Nr. 09217471, ID-Nr. 09210158, ID-Nr. 09210160) und Platanenstraße 35/37/39 (ID-Nr. 09210183), der Einfriedung (Sachgesamtheitsteil) und den Flächen sowie Grünanlagen vor und zwischen den Gebäuden (Gartendenkmal); eine der qualitätvollsten Anlagen traditionellen Siedlungsbaus aus den 1920er Jahren in Dresden, baugeschichtlich, stadtentwicklungsgeschichtlich und in Teilen künstlerisch bedeutend. | 09217338 |
| Weitere Bilder | Gartenheimsiedlung Trachau: Häuserzeile (Einzeldenkmal zu ID-Nr. 09217338)                                                     | Aachener Straße 34; 36; 38 (Karte)                                                                                                | 1926–1927 (Mehrfamilienwohnhaus)                                                                                         | Einzeldenkmal o. g. Sachgesamtheit: Häuserzeile (Aachener Straße 34/36/38 und Burgsdorffstraße 33); Teil einer der qualitätvollsten Anlagen traditionellen Siedlungsbaus aus den 1920er Jahren in Dresden, baugeschichtlich, stadtentwicklungsgeschichtlich und in Teilen künstlerisch bedeutend. | 09210099 |
| Weitere Bilder | Gartenheimsiedlung Trachau: Doppelhaus (Einzeldenkmal zu ID-Nr. 09217338)                                                      | Aachener Straße 40; 42 (Karte) | 1926–1927 (Doppelwohnhaus)                                                                                               | Einzeldenkmal o. g. Sachgesamtheit: Doppelhaus; Teil einer der qualitätvollsten Anlagen traditionellen Siedlungsbaus aus den 1920er Jahren in Dresden, baugeschichtlich, stadtentwicklungsgeschichtlich und in Teilen künstlerisch bedeutend | 09210065 |
| Weitere Bilder | Gartenheimsiedlung Trachau: Doppelhaus (Einzeldenkmal zu ID-Nr. 09217338)                                                      | Aachener Straße 44; 46 (Karte) | 1926–1927 (Doppelwohnhaus)                                                                                               | Einzeldenkmal o. g. Sachgesamtheit: Doppelhaus; Teil einer der qualitätvollsten Anlagen traditionellen Siedlungsbaus aus den 1920er Jahren in Dresden, baugeschichtlich, stadtentwicklungsgeschichtlich und in Teilen künstlerisch bedeutend. | 09210066 |
| Weitere Bilder | Gartenheimsiedlung Trachau: Doppelhaus (Einzeldenkmal zu ID-Nr. 09217338)                                                      | Aachener Straße 48; 50 (Karte) | 1926–1927 (Doppelwohnhaus)                                                                                               | Einzeldenkmal o. g. Sachgesamtheit: Doppelhaus; Teil einer der qualitätvollsten Anlagen traditionellen Siedlungsbaus aus den 1920er Jahren in Dresden, baugeschichtlich, stadtentwicklungsgeschichtlich und in Teilen künstlerisch bedeutend. | 09210068 |
| Weitere Bilder | Großsiedlung Trachau: Reihenhaus mit zwölf Einfamilienhäusern (Einzeldenkmal zu ID-Nr. 09217340)                               | Abbestraße 1; 3; 5; 7; 9; 11; 13; 15; 17; 19; 21; 23 (Karte)                                                                      | 1934–1936 (Reihenhaus)                                                                                                   | Einzeldenkmal o. g. Sachgesamtheit: Reihenhaus mit zwölf Einfamilienhäusern; Reihenhäuser traditionell gestaltet, Siedlung baugeschichtlich, städtebaulich und in Teilen künstlerisch bedeutend sowie singulär. | 09217339 |
| Weitere Bilder | Großsiedlung Trachau: Häuserzeile (Einzeldenkmal zu ID-Nr. 09217340)                                                           | Abbestraße 2; 4; 6; 8 (Karte) | 1934–1936 (Mehrfamilienwohnhaus)                                                                                         | Einzeldenkmal o. g. Sachgesamtheit: Häuserzeile traditionell gestaltet, Siedlung baugeschichtlich, städtebaulich und in Teilen künstlerisch bedeutend sowie singulär. | 09210072 |
| Weitere Bilder | Großsiedlung Trachau: Wohnhaus (Einzeldenkmal zu ID-Nr. 09217340)                                                              | Abbestraße 10 (Karte) | 1934–1936 (Mehrfamilienwohnhaus)                                                                                         | Einzeldenkmal o. g. Sachgesamtheit: Wohnhaus traditionell gestaltet, Siedlung baugeschichtlich, städtebaulich und in Teilen künstlerisch bedeutend sowie singulär. | 09210074 |
| Weitere Bilder | Großsiedlung Trachau: Häuserzeile (Einzeldenkmal zu ID-Nr. 09217340)                                                           | Abbestraße 14; 16; 18; 20; 22; 24 (Karte)                                                                                         | 1932 (Mehrfamilienwohnhaus)                                                                                              | Einzeldenkmal o. g. Sachgesamtheit: Häuserzeile von Hans Richter modern gestaltet, Siedlung baugeschichtlich, städtebaulich und in Teilen künstlerisch bedeutend sowie singulär. | 09210075 |
| Weitere Bilder | Großsiedlung Trachau: Häuserzeile über L-förmigen Grundriss (Einzeldenkmal zu ID-Nr. 09217340)                                 | Abbestraße 25; 27; 29 (Karte) | 1937–1938 (Mehrfamilienwohnhaus)                                                                                         | Einzeldenkmal o. g. Sachgesamtheit: Häuserzeile (Abbestraße 25/27/29 und Benzstraße 2) über L-förmigen Grundriss; Häuserzeile traditionell gestaltet, Siedlung baugeschichtlich, städtebaulich und in Teilen künstlerisch bedeutend sowie singulär. | 09210069 |
| Weitere Bilder | Großsiedlung Trachau: Häuserzeile (Einzeldenkmal zu ID-Nr. 09217340)                                                           | Abbestraße 31; 33; 35 (Karte) | 1937–1938 (Mehrfamilienwohnhaus)                                                                                         | Einzeldenkmal o. g. Sachgesamtheit: Häuserzeile traditionell gestaltet, Siedlung baugeschichtlich, städtebaulich und in Teilen künstlerisch bedeutend sowie singulär. | 09210070 |
| Weitere Bilder | Mietshaus in geschlossener Bebauung                                                                                            | Alttrachau 2 (Karte) | um 1900 (Mietshaus) | Klinker-Werkstein-Bau mit historisierender Fassade, Teil der einheitlichen Bebauung der Südostseite des Alttrachauer Dorfkerns mit Mietshäusern, baugeschichtlich und stadtentwicklungsgeschichtlich bedeutend | 09217305 |
| Weitere Bilder | Häuslerhaus | Alttrachau 3 (Karte) | um 1850 (Wohnhaus) | vermutlich Wohnhaus des Gemeindehirten, Zeugnis der dörflichen Vergangenheit und Bebauung am Dorfanger von Alttrachau, baugeschichtlich und ortsgeschichtlich bedeutend | 09217306 |
| Weitere Bilder | Mietshaus in geschlossener Bebauung                                                                                            | Alttrachau 4 (Karte) | um 1910 (Mietshaus) | Putzbau, anschauliches Beispiel des Wohnbaus von 1900 bis zum Ersten Weltkrieg, Teil der einheitlichen Bebauung der Südostseite des Alttrachauer Dorfkerns mit Mietshäusern, baugeschichtlich und stadtentwicklungsgeschichtlich bedeutend | 09217307 |
|                | Wohnhaus mit Scheune eines ehem. Dreiseithofes;                                                                                | Alttrachau 7 (Karte) | bezeichnet 1867 (Bauernhaus)                                                                                             | Wohnhaus mit rückwärtigem Erweiterungen und Scheune eines ehem. Dreiseithofes; rückwärtigen Sandsteintafel am Giebel erinnert an Dorfbrand 1866, Zeugnis der dörflichen Vergangenheit und Bebauung am Dorfanger von Alttrachau, baugeschichtlich und ortsgeschichtlich bedeutend. | 09217308 |
| Weitere Bilder | Mietshaus in Ecklage und geschlossener Bebauung                                                                                | Alttrachau 8 (Karte) | 1898–1899 (Mietshaus) | mit Laden im Hochparterre, im Eingangsbereich Deckenmalerei (Malerei bzw. Ausmalung), Klinker-Werkstein-Bau mit historisierender Fassade, Teil der einheitlichen Bebauung der Südostseite des Alttrachauer Dorfkerns mit Mietshäusern, baugeschichtlich und stadtentwicklungsgeschichtlich bedeutend | 09217309 |
| Weitere Bilder | Mietshaus in geschlossener Bebauung                                                                                            | Alttrachau 10 (Karte) | bezeichnet 1902 (Mietshaus)                                                                                              | im Hausflur Jugendstil-Malerei (als Dekorationsmalerei), Klinker-Werkstein-Bau mit historisierender Fassade, Teil der einheitlichen Bebauung der Südostseite des Alttrachauer Dorfkerns mit Mietshäusern, baugeschichtlich und stadtentwicklungsgeschichtlich bedeutend | 09217310 |
| Weitere Bilder | Mietshaus in geschlossener Bebauung                                                                                            | Alttrachau 12 (Karte) | um 1900 (Mietshaus) | Klinker-Werkstein-Bau mit historisierender Fassade, Teil der einheitlichen Bebauung der Südostseite des Alttrachauer Dorfkerns mit Mietshäusern, baugeschichtlich und stadtentwicklungsgeschichtlich bedeutend | 09217311 |
| Weitere Bilder | Toranlage | Alttrachau 13 (Karte) | 2. Hälfte 19. Jh. (Toreinfahrt)                                                                                          | Zeugnis der dörflichen Vergangenheit und Bebauung am Dorfanger von Alttrachau, baugeschichtlich und ortsgeschichtlich bedeutend | 09217312 |
| Weitere Bilder | Wohnstallhaus, Seitengebäude, Scheune und Toranlage eines Dreiseithofes                                                        | Alttrachau 15 (Karte) | 1702 (Wohnstallhaus), 1929 (Scheune)                                                                                     | Haupthaus mit Fachwerkobergeschoss, Erdgeschoss im Stallbereich zurückgesetzt, bedeutendes Zeugnis der dörflichen Vergangenheit und Bebauung am Dorfanger von Alttrachau, baugeschichtlich und ortsgeschichtlich von Bedeutung | 09217313 |
| Weitere Bilder | Wohnhaus, Seitengebäude und Toranlage eines Dreiseithofes                                                                      | Alttrachau 17 (Karte) | um 1800 (Bauernhaus), bezeichnet 1869 (Seitengebäude), bezeichnet 1804 (Toreinfahrt)                                     | markantes ländliches Anwesen seiner Zeit, auffällige Inschrift-Tafel, auch eine für Elbhochwasser von 1845 und Kragstein mit Datierung, Teil eines nördlich der Straße erhaltenen dörflichen Ensembles, Zeugnis der dörflichen Vergangenheit und Bebauung am Dorfanger von Alttrachau, baugeschichtlich und ortsgeschichtlich bedeutend | 09217314 |
| Weitere Bilder | Wohnhaus und Toranlage eines Kleinbauernhofes                                                                                  | Alttrachau 18 (Karte) | bezeichnet 1867 (Bauernhaus)                                                                                             | Zeugnis der dörflichen Vergangenheit und Bebauung am Dorfanger von Alttrachau, baugeschichtlich und ortsgeschichtlich bedeutend | 09217315 |
|                | Wohnhaus und Einfriedungsmauer eines ehemaligen Dreiseithofes                                                                  | Alttrachau 20 (Karte) | um 1870 (Bauernhaus) | Zeugnis der dörflichen Vergangenheit und Bebauung am Dorfanger von Alttrachau, baugeschichtlich und ortsgeschichtlich bedeutend | 09217316 |
|                | Wohnstallhaus, Seitengebäude und Scheune eines Dreiseithofes                                                                   | Alttrachau 21 (Karte) | um 1870 (Wohnstallhaus)                                                                                                  | Wohnstallhaus, Seitengebäude, Scheune und Toranlage eines Dreiseithofes; Zeugnis der dörflichen Vergangenheit und Bebauung am Dorfanger von Alttrachau, baugeschichtlich und ortsgeschichtlich bedeutend | 09217317 |
|                | Wohnhaus, Scheune und Toranlage eines Dreiseithofes                                                                            | Alttrachau 23 (Karte) | um 1870 (Bauernhaus) | Zeugnis der dörflichen Vergangenheit und Bebauung am Dorfanger von Alttrachau, baugeschichtlich und ortsgeschichtlich bedeutend | 09217318 |
|                | Wohnhaus | Alttrachau 25 (Karte) | um 1870 (Wohnhaus) | vermutlich ehemaliges Häusleranwesen, Zeugnis der dörflichen Vergangenheit und Bebauung am Dorfanger von Alttrachau, baugeschichtlich und ortsgeschichtlich bedeutend | 09217319 |
| Weitere Bilder | Mietshaus in offener Bebauung                                                                                                  | Alttrachau 26 (Karte) | um 1900 (Mietshaus) | Klinker-Werkstein-Bau mit historisierender Fassade, vermutlich im Zuge der einheitlichen Bebauung der Südostseite des Alttrachauer Dorfkerns mit Mietshäusern entstanden, baugeschichtlich und stadtentwicklungsgeschichtlich bedeutend | 09217321 |
| Weitere Bilder | Wohnhaus mit Oberlaube, Anbau und Einfriedung                                                                                  | Alttrachau 29 (Karte) | um 1800 (Bauernhaus) | Wohnhaus mit Oberlaube, Anbau und Einfriedung eines Zweiseithofes (Hakenhof); Zeugnis der dörflichen Vergangenheit und Bebauung am Dorfanger von Alttrachau, baugeschichtlich und ortsgeschichtlich bedeutend | 09217320 |
| Weitere Bilder | U-förmige Häuserzeile einer Wohnanlage                                                                                         | Alttrachau 30; 32; 34 (Karte) | 1926–1928 (Mehrfamilienwohnhaus)                                                                                         | U-förmige Häuserzeile (Alttrachau 30/32/34 mit Tichatschekstraße 43/45/47/49 und Guts-Muths-Straße 26/28/30/32/34) einer Wohnanlage der Baugenossenschaft für Handwerk, Handel und Gewerbe; Anlage besteht aus dieser U-förmigen und einer L-förmigen Zeile nördlich und südlich der Guts-Muths-Straße, Geschossbauten mit gestalteten Treppenhausachsen und betonten Ecken, expressionistische Formen insbesondere an den Eingängen, siehe auch Tichatschekstraße 37-41 und Guts-Muths-Straße 27-35, baugeschichtlich und stadtentwicklungsgeschichtlich bedeutend | 09210043 |
| Weitere Bilder | Wohnstallhaus mit Oberlaube, Seitengebäude und Scheune eines Dreiseithofes                                                     | Alttrachau 33 (Karte) | um 1870 (Wohnstallhaus)                                                                                                  | Seitengebäude mit Fachwerkobergeschoss, Zeugnis der dörflichen Vergangenheit und Bebauung am Dorfanger von Alttrachau, baugeschichtlich und ortsgeschichtlich bedeutend | 09217322 |
| Weitere Bilder | Wohnhaus, Scheune und Toranlage eines Dreiseithofes                                                                            | Alttrachau 35 (Karte) | um 1800 und bezeichnet 1817 (Bauernhaus)                                                                                 | Toranlage bezeichnet 1817, Zeugnis der dörflichen Vergangenheit und Bebauung am Dorfanger von Alttrachau, baugeschichtlich und ortsgeschichtlich bedeutend | 09217323 |
| Weitere Bilder | Trobischhof | Alttrachau 41 (Karte) | 2. Hälfte 18. Jh. (Bauernhaus), bezeichnet 1806 (Pforte), bezeichnet 1807 (Toreinfahrt), bezeichnet 1886 (Seitengebäude) | Wohnhaus, Stallanbau, Seitengebäude und Toranlage eines ehemaligen Dreiseithofes; Zeugnis der dörflichen Vergangenheit und Bebauung am Dorfanger von Alttrachau, baugeschichtlich und ortsgeschichtlich bedeutend. | 09217324 |
| Weitere Bilder | Wohnhaus, Seitengebäude, Scheune und Teile der Einfriedung mit Pforte eines Dreiseithofes                                      | Alttrachau 43 (Karte) | bezeichnet 1820 (Bauernhaus), bezeichnet 1822 (Pforte), um 1807 (Bauernhof)                                              | Wohnhaus bezeichnet 1820, Tor bezeichnet 1822, Seitengebäude mit Fachwerkobergeschoss, Zeugnis der dörflichen Vergangenheit und Bebauung am Dorfanger von Alttrachau, baugeschichtlich und ortsgeschichtlich bedeutend | 09217325 |
| Weitere Bilder | Mietshaus in offener Bebauung                                                                                                  | Alttrachau 48 (Karte) | 1902 (Mietshaus) | Klinker-Werkstein-Bau mit historisierender Fassade, im Zuge der einheitlichen Bebauung der Südostseite des Alttrachauer Dorfkerns mit Mietshäusern entstanden, baugeschichtlich und stadtentwicklungsgeschichtlich bedeutend | 09217326 |
| Weitere Bilder | Alte Trachauer Schule (ehem.)                                                                                                  | Alttrachau 52 (Karte) | 1873 (Schule) | Schulgebäude (ehem.); heute als Wohnhaus genutzt, Putzbau der Gründerzeit mit schlichter Fassade, als ehemalige Dorfschule und erste Schule der Gemeinde vor allem ortsgeschichtlich bedeutend | 09217327 |
| Weitere Bilder | Mietshaus in Ecklage und offener Bebauung                                                                                      | Am Trachauer Bahnhof 3 (Karte) | 1900–1910 (Mietshaus) | Putzbau mit historisierender Fassade, Straße wurde 1902 als Zufahrt zum neu eingerichteten Haltepunkt Trachau eingerichtet, baugeschichtlich und stadtentwicklungsgeschichtlich bedeutend | 09217328 |
| Weitere Bilder | Mietshaus in Ecklage und offener Bebauung                                                                                      | Am Trachauer Bahnhof 5 (Karte) | 1900–1910 (Mietshaus) | Klinker-Werkstein-Bau mit historisierender Fassade, Straße wurde 1902 als Zufahrt zum neu eingerichteten Haltepunkt Trachau eingerichtet, baugeschichtlich und stadtentwicklungsgeschichtlich bedeutend | 09217329 |
| Weitere Bilder | Kellereimaschinenfabrik Mäurich; Ernst Mäurich Maschinen-Fabrik Dresden; Villa Bertha                                          | Am Trachauer Bahnhof 6; 6b (Karte)                                                                                                | 1903–1904 (Fabrikantenvilla), 1911 (Gartenpavillon), 1903–1904 (Fabrikgebäude)                                           | Anlage mit Fabrikantenvilla und Einfriedung, drei Fabrikgebäuden auf dem Werksgelände sowie Pavillon und Einfriedung an der Veteranenstraße; Villa aufwendiger Bau zwischen Historismus und Jugendstil mit Klinker-Sandstein-Fassade, Turmanbauten und weitgehend original erhaltener Flur- und Treppenhausausstattung aus der Entstehungszeit, die Fabrikgebäude mit zeittypischen, verschiedenfarbigen Klinkerwänden, Komplex baugeschichtlich, industriegeschichtlich und ortsgeschichtlich sowie in Teilen künstlerisch bedeutend | 09217330 |
| Weitere Bilder | Turngeräte-Fabrik Hermann Fechner Dresden-Trachau (ehem.)                                                                      | Am Trachauer Bahnhof 7 (Karte) | um 1900 (Fabrikantenvilla)                                                                                               | Fabrikantenvilla, Einfriedung und rückwärtiges Fabrikgebäude; Fabrikgebäude mit zeittypischen, verschiedenfarbigen Klinkerwänden, Komplex baugeschichtlich, industriegeschichtlich und ortsgeschichtlich bedeutend | 09217333 |
| Weitere Bilder | Haltepunkt Dresden-Trachau | Am Trachauer Bahnhof 10 (Karte)                                                                                                   | 1900–1902 (Empfangsgebäude), 1900–1902 (Wirtschaftsgebäude)                                                              | Haltepunkt mit Empfangsgebäude und Wirtschaftsgebäude; Bahnhofsbauten der III. Ausbaustufe des Dresdner Teilabschnitts der Eisenbahnstrecke Leipzig–Dresden (6363, sä. LD), baugeschichtlich, verkehrsgeschichtlich und ortsgeschichtlich bedeutend | 09217334 |
| Weitere Bilder | Sachgesamtheit Kriegersiedlung Dresden-Trachau aus halbkreisförmig angelegter Häuserzeile                                      | An der Böschung 4 (Karte) | 1921–1926 (Siedlung) | Sachgesamtheit Kriegersiedlung Dresden-Trachau aus der halbkreisförmig angelegten Häuserzeile An der Böschung 5/7/9/11/13/15/17, sieben Doppelhäusern An der Böschung 4 / Rodung 2, An der Böschung 6 / Rodung 1, Rodung 3/5, 4/6, 7/9, 8/10 sowie 12/14, einem Gedenkstein und Grüngestaltung (alles Sachgesamtheitsteile); Anlage über markantem, annähernd tropfenförmigem Grundriss, vom Kriegerheimstätten-Verein Dresden-Trachau e. V. errichtet, stadtentwicklungsgeschichtlich sowie städtebaulich bedeutend. | 09210076 |
| Weitere Bilder | Großsiedlung Trachau: Häuserzeile über L-förmigen Grundriss (Einzeldenkmal zu ID-Nr. 09217340)                                 | Benzstraße 2 (Karte) | 1937–1938 (Mehrfamilienwohnhaus)                                                                                         | Einzeldenkmal o. g. Sachgesamtheit: Häuserzeile (Abbestraße 25/27/29 und Benzstraße 2) über L-förmigen Grundriss; Häuserzeile traditionell gestaltet, Siedlung baugeschichtlich, städtebaulich und in Teilen künstlerisch bedeutend sowie singulär. | 09210069 |
| Weitere Bilder | Großsiedlung Trachau: Wohnhaus (Einzeldenkmal zu ID-Nr. 09217340)                                                              | Benzstraße 4 (Karte) | 1937–1938 (Mehrfamilienwohnhaus)                                                                                         | Einzeldenkmal o. g. Sachgesamtheit: Wohnhaus; der Großsiedlung Trachau, Bauabschnitt bis 1933 bekanntestes Beispiel des Neuen Bauens in Dresden und repräsentativ für den gemeinnützigen Wohnungsbau der Weimarer Republik, danach konsequent in traditioneller Bauweise fortgesetzt, damit exemplarisch für den Paradigmenwechsel in Architektur und Städtebau nach 1933, Wohnhaus traditionell gestaltet, Siedlung baugeschichtlich, städtebaulich und in Teilen künstlerisch bedeutend sowie singulär. | 09210078 |
| Weitere Bilder | Großsiedlung Trachau: Häuserzeile über L-förmigen Grundriss (Einzeldenkmal zu ID-Nr. 09217340)                                 | Benzstraße 6 (Karte) | 1937–1938 (Mehrfamilienwohnhaus)                                                                                         | Einzeldenkmal o. g. Sachgesamtheit: Häuserzeile (Benzstraße 6 und Fraunhoferstraße 28/30) über L-förmigen Grundriss; Teil der Großsiedlung Trachau, Bauabschnitt bis 1933 bekanntestes Beispiel des Neuen Bauens in Dresden und repräsentativ für den gemeinnützigen Wohnungsbau der Weimarer Republik, danach konsequent in traditioneller Bauweise fortgesetzt, damit exemplarisch für den Paradigmenwechsel in Architektur und Städtebau nach 1933, Wohnhaus traditionell gestaltet, Siedlung baugeschichtlich, städtebaulich und in Teilen künstlerisch bedeutend sowie singulär. | 09210079 |
| Weitere Bilder | Doppelhaus | Böttgerstraße 1; 3 (Karte) | 1955 (Doppelwohnhaus) | Teil einer kleinen Wohnanlage an der Ecke Aachener Straße und Industriestraße aus insgesamt 5 Gebäuden; traditionell gestaltete Geschossbauten mit Lochfassaden und Walmdächern, siehe auch Aachener Straße 2-8 und Industriestraße 26a-26d, Akzentsetzung durch Anbauten mit gestalteten Brüstungsfeldern und Balkonaustritten, charakteristische Beispiele früher DDR-Architektur, baugeschichtlich bedeutend, zudem stadtentwicklungsgeschichtlich von Belang. | 09217344 |
|                | Doppelmietshaus in Ecklage und offener Bebauung                                                                                | Böttgerstraße 2 (Karte) | um 1900 (Doppelmietshaus)                                                                                                | Doppelmietshaus (Böttgerstraße 2 mit Industriestraße 26) in Ecklage und offener Bebauung, mit Einfriedung; repräsentativer Bau der Jahrhundertwende mit Putzfassade und historisierenden Gestaltungselementen, Bedeutung der Ecklage durch Turmaufbau, Giebel und Erker betont, baugeschichtlich und stadtentwicklungsgeschichtlich bedeutend. | 09210081 |
|                | Doppelmietshaus mit Einfriedung in offener Bebauung                                                                            | Böttgerstraße 4; 6 (Karte) | um 1900 (Doppelmietshaus)                                                                                                | repräsentativer Bau der Jahrhundertwende mit Putzfassade, historisierende Gestaltungselemente wie Turmaufbauten und Giebel, baugeschichtlich und stadtentwicklungsgeschichtlich bedeutend | 09210082 |
|                | Doppelmietshaus in Ecklage und offener Bebauung                                                                                | Böttgerstraße 8 (Karte) | um 1900 (Doppelmietshaus)                                                                                                | Doppelmietshaus (Böttgerstraße 8 mit Cottbuser Straße 33) in Ecklage und offener Bebauung, mit Einfriedung; repräsentativer Bau der Jahrhundertwende mit Putzfassade und historisierenden Gestaltungselementen wie Giebel und Erker, baugeschichtlich und stadtentwicklungsgeschichtlich bedeutend. | 09210083 |
| Weitere Bilder | 40. Bezirksschule; XVI. Bürgerschule; 40. Volksschule; 56. Volksschule; 56. POS; 56. Grundschule                               | Böttgerstraße 11 (Karte) | 1897–1899 (Schule) | Schulgebäude; Flügel an der Aachener Straße mit dieser Schule baulich und nutzungsgeschichtlich verbunden, repräsentative, historisierende Anlage im Stil der Deutschen Renaissance, baugeschichtlich und ortsgeschichtlich sowie künstlerisch bedeutend | 09217345 |
|                | Mietvilla | Böttgerstraße 28 (Karte) | um 1912 (Mietvilla) | Schulgebäude mit Turnhalle und Einfriedung; Putzbau mit schlichtem Dekor im versachlichten Stil der Zeit um 1910 mit hohem, ausgebautem Mansarddach, baugeschichtlich und stadtentwicklungsgeschichtlich von Bedeutung | 09217347 |
| Weitere Bilder | Gartenheimsiedlung Trachau: Häuserzeile (Einzeldenkmal zu ID-Nr. 09217338)                                                     | Böttgerstraße 31; 33; 35 (Karte)                                                                                                  | 1926–1927 (Mehrfamilienwohnhaus)                                                                                         | Einzeldenkmal o. g. Sachgesamtheit: Häuserzeile; Teil einer der qualitätvollsten Anlagen traditionellen Siedlungsbaus aus den 1920er Jahren in Dresden, baugeschichtlich, stadtentwicklungsgeschichtlich und in Teilen künstlerisch bedeutend. | 09217348 |
| Weitere Bilder | Gartenheimsiedlung Trachau: Häuserzeile über L-förmigem Grundriss (Einzeldenkmal zu ID-Nr. 09217338)                           | Böttgerstraße 37; 39 (Karte) | 1926–1927 (Mehrfamilienwohnhaus)                                                                                         | Einzeldenkmal o. g. Sachgesamtheit: Häuserzeile (Böttgerstraße 37/39 und Burgsdorffstraße 31) über L-förmigem Grundriss; Teil einer der qualitätvollsten Anlagen traditionellen Siedlungsbaus aus den 1920er Jahren in Dresden, baugeschichtlich, stadtentwicklungsgeschichtlich und in Teilen künstlerisch bedeutend. | 09210095 |
|                | Mietvilla mit Einfriedung | Böttgerstraße 42 (Karte) | um 1910 (Mietvilla) | Putzbau mit reduziertem Dekor im versachlichten Stil der Zeit um 1910, baugeschichtlich und stadtentwicklungsgeschichtlich von Bedeutung | 09217349 |
| Weitere Bilder | Sachgesamtheit Gartenheimsiedlung Trachau II mit zahlreichen Einzeldenkmalen                                                   | Böttgerstraße 48; 50; 52 (Karte)                                                                                                  | 1928 (Siedlung) | Sachgesamtheit Gartenheimsiedlung Trachau II mit den als Einzeldenkmalen erfassten Gebäuden Böttgerstraße 48/50/52 (ID-Nr. 09303585), Burgsdorffstraße 22 (ID-Nr. 09217387), Platanenstraße 17/17b und Stephanstraße 60 (ID-Nr. 09217516), Platanenstraße 19, 21/23, 25/27, 29/31, 33 (ID-Nr. 09210243, 09210173, 09210174, 09210175, 09210182) und Stephanstraße 47/49, 51, 53/55/57/59, 54/56/58 (ID-Nr. 09217592, 09210220, 09210222, 09210223) sowie den Einfriedungen, den Flächen und Grünanlagen vor und zwischen den Gebäuden (Sachgesamtheitsteile); traditionelle Siedlungsanlage der 1920er Jahre, baugeschichtlich, stadtentwicklungsgeschichtlich und in Teilen künstlerisch bedeutend. | 09217350 |
| Weitere Bilder | Gartenheimsiedlung Trachau II: Häuserzeile (Einzeldenkmal zu ID-Nr 09217350)                                                   | Böttgerstraße 48; 50; 52 (Karte)                                                                                                  | 1928 (Mehrfamilienwohnhaus)                                                                                              | Einzeldenkmal o. g. Sachgesamtheit: Häuserzeile; Teil einer traditionellen Siedlungsanlage der 1920er Jahre, baugeschichtlich, stadtentwicklungsgeschichtlich und in Teilen künstlerisch bedeutend. | 09303585 |
|                | Mietvilla mit Einfriedung | Böttgerstraße 49 (Karte) | um 1910 (Mietvilla) | markantes Beispiel der Reformarchitektur nach 1900, mit hohem Mansarddach, Putzbau mit wenigen Schmuckelementen, baugeschichtlich und stadtentwicklungsgeschichtlich bedeutend | 09217352 |
|                | Doppelwohnhaus in Ecklage und offener Bebauung                                                                                 | Böttgerstraße 51 (Karte) | um 1928 (Doppelwohnhaus)                                                                                                 | Doppelwohnhaus (Böttgerstraße 51 und Platanenstraße 33b) in Ecklage und offener Bebauung; mit Laden im Erdgeschoss, typisches expressionistisch gestaltetes Gebäude um 1925, baugeschichtlich und stadtentwicklungsgeschichtlich von Bedeutung. | 09217351 |
| Weitere Bilder | Sachgesamtheit Kriegerfamilienheim mit Einzeldenkmalen                                                                         | Böttgerstraße 58; 58b; 58c; 60 (Karte)                                                                                            | 1926–1928 (Siedlung) | Sachgesamtheit Kriegerfamilienheim mit den Gebäuden Böttgerstraße 58, 58b/58c, 60, Platanenstraße 20, Schützenhofstraße 13, 15, 17 und Stephanstraße 73/75/77/79/81, 81b/81c, 83/85/87/89/91 (alles Einzeldenkmale, siehe Einzeldenkmaldokumente - ID-Nr. 09303594, 09210096, 09210097, 09210185, 09217557, 09210193, 09210194, 09217593, 09210226, 09210228), sowie den Einfriedungen, den Flächen und Grünanlagen vor und zwischen den Gebäuden (Sachgesamtheitsteile); markante Siedlungsanlage der 1920er Jahre, baugeschichtlich, stadtentwicklungsgeschichtlich und in Teilen künstlerisch bedeutend. | 09217353 |
|                | Kriegerfamilienheim: Wohnhaus (Einzeldenkmal zu ID-Nr. 09217353)                                                               | Böttgerstraße 58 (Karte) | 1926–1928 (Mehrfamilienwohnhaus)                                                                                         | Einzeldenkmal o. g. Sachgesamtheit: Wohnhaus; Teil einer markanten Siedlungsanlage der 1920er Jahre, baugeschichtlich, stadtentwicklungsgeschichtlich und in Teilen künstlerisch bedeutend. | 09303594 |
|                | Kriegerfamilienheim: Doppelhaus (Einzeldenkmal zu ID-Nr. 09217353)                                                             | Böttgerstraße 58b; 58c (Karte) | 1926–1928 (Doppelwohnhaus)                                                                                               | Einzeldenkmal o. g. Sachgesamtheit: Doppelhaus; Teil einer markanten Siedlungsanlage der 1920er Jahre, baugeschichtlich, stadtentwicklungsgeschichtlich und in Teilen künstlerisch bedeutend. | 09210096 |
|                | Kriegerfamilienheim: Wohnhaus (Einzeldenkmal zu ID-Nr. 09217353)                                                               | Böttgerstraße 60 (Karte) | 1926–1928 (Mehrfamilienwohnhaus)                                                                                         | Einzeldenkmal o. g. Sachgesamtheit: Wohnhaus; Teil einer markanten Siedlungsanlage der 1920er Jahre, baugeschichtlich, stadtentwicklungsgeschichtlich und in Teilen künstlerisch bedeutend. | 09210097 |
|                | Doppelwohnhaus in offener Bebauung                                                                                             | Boxdorfer Straße 1 (Karte) | vor 1870 (Doppelwohnhaus)                                                                                                | Doppelwohnhaus (Boxdorfer Str. 1 und Wilder-Mann-Str. 2) in offener Bebauung; schlichter, eingeschossiger Putzbau mit ausgebautem Dachgeschoss, baugeschichtlich und ortsgeschichtlich bedeutend | 09217354 |
|                | Mietshaus in offener Bebauung                                                                                                  | Boxdorfer Straße 10 (Karte) | 1899 (Mietshaus) | zeittypischer Putzbau der Jahrhundertwende in historisierender Formensprache, baugeschichtlich und stadtentwicklungsgeschichtlich bedeutend | 09217356 |
|                | Doppelwohnhaus in offener Bebauung                                                                                             | Boxdorfer Straße 16; 18 (Karte)                                                                                                   | um 1860 (Doppelwohnhaus)                                                                                                 | schlichter, zweigeschossiger Putzbau mit Satteldach, baugeschichtlich und ortsgeschichtlich bedeutend | 09217358 |
| Weitere Bilder | Großsiedlung Trachau: Reihenhaus mit zwölf Einfamilienhäusern (Einzeldenkmal zu ID-Nr. 09217340)                               | Brehmweg 1; 3; 5; 7; 9; 11; 13; 15; 17; 19; 21; 23 (Karte)                                                                        | 1934–1936 (Reihenhaus)                                                                                                   | Einzeldenkmal o. g. Sachgesamtheit: Reihenhaus mit zwölf Einfamilienhäusern; Reihenhäuser traditionell gestaltet, Siedlung baugeschichtlich, städtebaulich und in Teilen künstlerisch bedeutend sowie singulär. | 09217359 |
|                | Mietvilla mit Einfriedung in Ecklage                                                                                           | Buchholzer Straße 2 (Karte) | Anfang 20. Jh. (Mietvilla)                                                                                               | gestalterisch hervorgehobenes Gebäude mit Zierfachwerk, baugeschichtlich und stadtentwicklungsgeschichtlich von Belang | 09217361 |
| Weitere Bilder | Ehem. Postamt Trachau | Bunsenstraße 4 (Karte) | um 1900 (Post) | heute Wohnhaus, zwischen 1900 und 2000 Postamt, repräsentativer, historisierender Putzbau, baugeschichtlich und ortsgeschichtlich bedeutend | 09217362 |
|                | Mietshaus in geschlossener Bebauung in Ecklage                                                                                 | Bunsenstraße 7 (Karte) | um 1900 (Mietshaus) | typischer Bau um 1900, historisierende Klinker-Werkstein-Fassade, Teil eines weitgehend geschlossen erhaltenen spätgründerzeitlichen Quartiers mit typischer Blockrandbebauung, baugeschichtlich und stadtentwicklungsgeschichtlich bedeutend | 09217341 |
|                | Vier Wohnhäuser einer Wohnanlage                                                                                               | Bunsenstraße 9; 11; 13 (Karte) | um 1930 (Mehrfamilienwohnhaus)                                                                                           | Vier Wohnhäuser (Bunsenstraße 9/11/13 und Wöhlerstraße 7) einer Wohnanlage über L-förmigem Grundriss, aus Geschossbauten mit Lochfassade und Walmdächern, Treppenhausachsen hervorgehoben, dabei belebt von expressionistischen Formen, baugeschichtlich und stadtentwicklungsgeschichtlich bedeutend. Bunsenstraße 15–17, siehe Gemarkung Mickten. | 09215656 |
| Weitere Bilder | Mietvilla in Ecklage | Burgsdorffstraße 2 (Karte) | 1905, nach Adressbuch (Mietvilla)                                                                                        | Putzbau mit Zierfachwerkgiebel und Läden im repräsentativen Erdgeschoss zur Großenhainer Straße, Gebäude mit dreieckigem Grundriss in Insellage, straßenbildprägend und baugeschichtlich bedeutend | 09217379 |
|                | Mietvilla mit Einfriedung | Burgsdorffstraße 4 (Karte) | 1905, nach Adressbuch (Mietvilla)                                                                                        | Putzbau mit historisierenden Elementen, geprägt von straßenseitigem Giebel, baugeschichtlich und stadtentwicklungsgeschichtlich bedeutend | 09217380 |
|                | Mietvilla mit Einfriedung | Burgsdorffstraße 5 (Karte) | 1905, nach Adressbuch (Mietvilla)                                                                                        | zeittypischer Putzbau geprägt durch Zierfachwerk und Giebel, baugeschichtlich und stadtentwicklungsgeschichtlich bedeutend | 09217381 |
|                | Mietvilla mit Einfriedung in Ecklage                                                                                           | Burgsdorffstraße 7 (Karte) | 1904, nach Adressbuch (Mietvilla)                                                                                        | historisierender Putzbau, Ecklage durch Erker, Giebel und turmartigen Aufbau betont, baugeschichtlich und stadtentwicklungsgeschichtlich bedeutend | 09217382 |
|                | Mietvilla mit Einfriedung | Burgsdorffstraße 9 (Karte) | 1904, nach Adressbuch (Mietvilla)                                                                                        | historisierender Putzbau, Ecklage durch Erker, Giebel und turmartigen Aufbau betont, baugeschichtlich und stadtentwicklungsgeschichtlich bedeutend | 09217383 |
|                | Mietvilla mit Einfriedung | Burgsdorffstraße 12 (Karte) | 1909, nach Adressbuch (Mietvilla)                                                                                        | zeittypischer Putzbau mit Elementen der Reformstilarchitektur um 1910, mächtiges Mansarddach, baugeschichtlich und stadtentwicklungsgeschichtlich bedeutend | 09217384 |
|                | Mietvilla mit Einfriedung | Burgsdorffstraße 14 (Karte) | 1909 (Mietvilla) | zeittypischer Putzbau mit Elementen der Reformstilarchitektur um 1910, hohes Mansarddach, baugeschichtlich und stadtentwicklungsgeschichtlich bedeutend | 09217386 |
| Weitere Bilder | Gartenheimsiedlung Trachau II: Wohnhaus (Einzeldenkmal zu ID-Nr 09217350)                                                      | Burgsdorffstraße 22 (Karte) | 1928 (Mehrfamilienwohnhaus)                                                                                              | Einzeldenkmal o. g. Sachgesamtheit: Wohnhaus; Teil einer traditionellen Siedlungsanlage der 1920er Jahre, baugeschichtlich, stadtentwicklungsgeschichtlich und in Teilen künstlerisch bedeutend. | 09217387 |
|                | Kapelle im Wohnhaus | Burgsdorffstraße 24 (Karte) | 1915 (Kapelle) | privatintime Meditationsstätte, vielleicht Freimaurer-Séparée oder Raum eines Logenkränzchen, geschichtlich von Bedeutung | 09217360 |
|                | Doppelwohnhaus in offener Bebauung                                                                                             | Burgsdorffstraße 25; 27 (Karte)                                                                                                   | 1913, nach Adressbuch (Doppelwohnhaus)                                                                                   | charakteristischer Wohnbau der versachlichten Architektur nach 1900 mit zurückhaltendem, akzentuierendem Schmuck, baugeschichtlich und stadtentwicklungsgeschichtlich bedeutend | 09217377 |
|                | Mietvilla in Ecklage | Burgsdorffstraße 28 (Karte) | 1913, nach Adressbuch (Mietvilla)                                                                                        | zeittypischer Putzbau mit Elementen der Reformstilarchitektur um 1910, abgerundete Ecke mit Laden, baugeschichtlich und stadtentwicklungsgeschichtlich bedeutend | 09217388 |
|                | Mietvilla mit Einfriedung in Ecklage                                                                                           | Burgsdorffstraße 29 (Karte) | 1915, nach Adressbuch (Mietvilla)                                                                                        | zeittypischer Putzbau mit Elementen der Reformstilarchitektur um 1910, mächtiges Mansarddach, baugeschichtlich und stadtentwicklungsgeschichtlich bedeutend | 09217378 |
| Weitere Bilder | Gartenheimsiedlung Trachau: Baugruppe über U-förmigem Grundriss (Einzeldenkmal zu ID-Nr. 09217338)                             | Burgsdorffstraße 30; 32; 34 (Karte)                                                                                               | 1926–1927 (Mehrfamilienwohnhaus)                                                                                         | Einzeldenkmal o. g. Sachgesamtheit: Baugruppe über U-förmigem Grundriss; Teil einer der qualitätvollsten Anlagen traditionellen Siedlungsbaus aus den 1920er Jahren in Dresden, baugeschichtlich, stadtentwicklungsgeschichtlich und in Teilen künstlerisch bedeutend. | 09217389 |
|                | Gartenheimsiedlung Trachau: Häuserzeile über L-förmigem Grundriss (Einzeldenkmal zu ID-Nr. 09217338)                           | Burgsdorffstraße 31 (Karte) | 1926–1927 (Mehrfamilienwohnhaus)                                                                                         | Einzeldenkmal o. g. Sachgesamtheit: Häuserzeile (Böttgerstraße 37/39 und Burgsdorffstraße 31) über L-förmigem Grundriss; Teil einer der qualitätvollsten Anlagen traditionellen Siedlungsbaus aus den 1920er Jahren in Dresden, baugeschichtlich, stadtentwicklungsgeschichtlich und in Teilen künstlerisch bedeutend. | 09210095 |
|                | Gartenheimsiedlung Trachau: Häuserzeile (Einzeldenkmal zu ID-Nr. 09217338)                                                     | Burgsdorffstraße 33 (Karte) | 1926–1927 (Mehrfamilienwohnhaus)                                                                                         | Einzeldenkmal o. g. Sachgesamtheit: Häuserzeile (Aachener Straße 34/36/38 und Burgsdorffstraße 33); Teil einer der qualitätvollsten Anlagen traditionellen Siedlungsbaus aus den 1920er Jahren in Dresden, baugeschichtlich, stadtentwicklungsgeschichtlich und in Teilen künstlerisch bedeutend. | 09210099 |
| Weitere Bilder | Großsiedlung Trachau: Doppelhaus (Einzeldenkmal zu ID-Nr. 09217340)                                                            | Carl-Zeiss-Straße 1; 3 (Karte) | 1937–1938 (Doppelwohnhaus)                                                                                               | Einzeldenkmal o. g. Sachgesamtheit: Doppelhaus traditionell gestaltet, Siedlung baugeschichtlich, städtebaulich und in Teilen künstlerisch bedeutend sowie singulär. | 09217363 |
| Weitere Bilder | Großsiedlung Trachau: Wohnhaus (Einzeldenkmal zu ID-Nr. 09217340)                                                              | Carl-Zeiss-Straße 5 (Karte) | 1937–1938 (Mehrfamilienwohnhaus)                                                                                         | Einzeldenkmal o. g. Sachgesamtheit: Wohnhaus traditionell gestaltet, Siedlung baugeschichtlich, städtebaulich und in Teilen künstlerisch bedeutend sowie singulär. | 09210101 |
| Weitere Bilder | Großsiedlung Trachau: Wohnhaus (Einzeldenkmal zu ID-Nr. 09217340)                                                              | Carl-Zeiss-Straße 7 (Karte) | 1937–1938 (Mehrfamilienwohnhaus)                                                                                         | Einzeldenkmal o. g. Sachgesamtheit: Wohnhaus traditionell gestaltet, Siedlung baugeschichtlich, städtebaulich und in Teilen künstlerisch bedeutend sowie singulär. | 09210102 |
| Weitere Bilder | Großsiedlung Trachau: Doppelhaus                                                                                               | Carl-Zeiss-Straße 9; 11 (Karte)                                                                                                   | 1937–1938 (Doppelwohnhaus)                                                                                               | Einzeldenkmal o. g. Sachgesamtheit: Doppelwohnhaus traditionell gestaltet, Siedlung baugeschichtlich, städtebaulich und in Teilen künstlerisch bedeutend sowie singulär. | 09210103 |
| Weitere Bilder | Großsiedlung Trachau: Doppelhaus (Einzeldenkmal zu ID-Nr. 09217340)                                                            | Carl-Zeiss-Straße 14; 16 (Karte)                                                                                                  | bis 1960 (Doppelwohnhaus)                                                                                                | Einzeldenkmal o. g. Sachgesamtheit: Doppelwohnhaus traditionell gestaltet, Siedlung baugeschichtlich, städtebaulich und in Teilen künstlerisch bedeutend sowie singulär. | 09210104 |
| Weitere Bilder | Großsiedlung Trachau: Doppelhaus (Einzeldenkmal zu ID-Nr. 09217340)                                                            | Carl-Zeiss-Straße 18; 20 (Karte)                                                                                                  | bis 1960 (Mehrfamilienwohnhaus)                                                                                          | Einzeldenkmal o. g. Sachgesamtheit: Doppelwohnhaus traditionell gestaltet, Siedlung baugeschichtlich, städtebaulich und in Teilen künstlerisch bedeutend sowie singulär. | 09210105 |
| Weitere Bilder | Großsiedlung Trachau: Doppelhaus (Einzeldenkmal zu ID-Nr. 09217340)                                                            | Carl-Zeiss-Straße 22; 24 (Karte)                                                                                                  | bis 1960 (Doppelwohnhaus)                                                                                                | Einzeldenkmal o. g. Sachgesamtheit: Doppelwohnhaus traditionell gestaltet, Siedlung baugeschichtlich, städtebaulich und in Teilen künstlerisch bedeutend sowie singulär. | 09210108 |
| Weitere Bilder | Großsiedlung Trachau: Häuserzeile an mehreren Straßen entlang führend (Einzeldenkmal zu ID-Nr. 09217340)                       | Carl-Zeiss-Straße 26; 28; 30; 32; 34; 36; 38; 40; 42; 44; 46; 48 (Karte)                                                          | 1929–1931 (Mehrfamilienwohnhaus)                                                                                         | Einzeldenkmal o. g. Sachgesamtheit: Häuserzeile (Carl-Zeiss-Straße 26/28/30/32/34/36/38/40/42/44/46/48, Dopplerstraße 3/5, Fraunhoferstraße 1/3/5/7/9/11/13/15/17/19/21/23/25/27/29/31/33, Industriestraße 54/56/58/60/62/64/66, Kopernikusstraße 66/68/70/72/74 und Richard-Rösch-Straße 2/4/6/8/10/12/14/16/18/20/22/24/26/28/30/32/34/36/38/40) an mehreren Straßen entlang führend; Häuserzeile von Hans Waloschek und Hans Richter modern gestaltet und in ihrer Ausdehnung singulär, Siedlung baugeschichtlich, städtebaulich und in Teilen künstlerisch bedeutend. | 09210110 |
|                | Mietshausgruppe mit Einfriedung in Ecklage und offener Bebauung                                                                | Cottbuser Straße 1; 3 (Karte) | 1914, nach Adressbuch (Mietshaus)                                                                                        | Mietshausgruppe (Weixdorfer Straße 3 mit Cottbuser Straße 1/3) mit Einfriedung in Ecklage und offener Bebauung; typischer Putzbau im Stil der Reformarchitektur nach 1910, baugeschichtlich und stadtentwicklungsgeschichtlich bedeutend | 09217607 |
|                | Mietshausgruppe mit Einfriedung, in Ecklage und offener Bebauung                                                               | Cottbuser Straße 16 (Karte) | um 1900 (Mietshaus) | Mietshausgruppe (Wilder-Manns-Straße 20/22 und Cottbuser Straße 16) mit Einfriedung, in Ecklage und offener Bebauung; über L-förmigem Grundriss, markante Einfriedung, für Trachau typische offene Bauweise, baugeschichtlich und stadtentwicklungsgeschichtlich bedeutend | 09217635 |
|                | Doppelmietshaus mit Einfriedung in Ecklage und offener Bebauung                                                                | Cottbuser Straße 18 (Karte) | um 1900 (Doppelmietshaus)                                                                                                | Doppelmietshaus (Cottbuser Straße 18 und Wilder-Mann-Straße 17) mit Einfriedung in Ecklage und offener Bebauung; Putzbau mit historisierenden Elementen, turmartige Betonung der Ecklage, baugeschichtlich und stadtentwicklungsgeschichtlich bedeutend | 09210112 |
|                | Doppelmietshaus mit Einfriedung, in Ecklage und offener Bebauung                                                               | Cottbuser Straße 19 (Karte) | um 1895 (Doppelmietshaus)                                                                                                | Doppelmietshaus (Cottbuser Str. 19 und Wilder-Mann-Straße 15) mit Einfriedung, in Ecklage und offener Bebauung; zeittypischer Putzbau mit historisierenden Elementen, turmartige Betonung der Ecklage, mit Laden, baugeschichtlich und stadtentwicklungsgeschichtlich bedeutend | 09210113 |
|                | Teil eines Doppelmietshauses in offener Bebauung                                                                               | Cottbuser Straße 27 (Karte) | um 1910 (Mietshaus) | charakteristischer Wohnbau der Reformarchitektur um 1910 mit zurückhaltendem, akzentuierendem Schmuck, baugeschichtlich und stadtentwicklungsgeschichtlich bedeutend | 09217364 |
|                | Doppelmietshaus in offener Bebauung                                                                                            | Cottbuser Straße 29; 31 (Karte)                                                                                                   | 1901, bezeichnet im Giebel (Doppelmietshaus)                                                                             | zeittypischer Klinkerbau der Jahrhundertwende mit historisierenden Elementen, baugeschichtlich und stadtentwicklungsgeschichtlich bedeutend | 09217366 |
|                | Doppelmietshaus in Ecklage und offener Bebauung, mit Einfriedung                                                               | Cottbuser Straße 33 (Karte) | um 1900 (Doppelmietshaus)                                                                                                | Doppelmietshaus (Böttgerstraße 8 mit Cottbuser Straße 33) in Ecklage und offener Bebauung, mit Einfriedung; repräsentativer Bau der Jahrhundertwende mit Putzfassade und historisierenden Gestaltungselementen wie Giebel und Erker, baugeschichtlich und stadtentwicklungsgeschichtlich bedeutend | 09210083 |
|                | Villa mit Einfriedung | Dippelsdorfer Straße 3 (Karte) | um 1875 (Villa) | kleiner, eingeschossiger Putzbau im Schweizerhausstil mit Zierfachwerk und Schwebegiebel, baugeschichtlich und stadtentwicklungsgeschichtlich bedeutend | 09217370 |
| Weitere Bilder | Mietvilla "Phoenix" | Dippelsdorfer Straße 5 (Karte) | um 1895 (Mietvilla) | markanter historisierender Bau, mit charakteristischer Klinker-Putz-Fassade, Eingang durch Turmaufbau betont, errichtet vor allem im Stil der Deutschen Renaissance, baugeschichtlich und ortsgeschichtlich bedeutend | 09217415 |
| Weitere Bilder | Villa Anna | Dippelsdorfer Straße 10 (Karte)                                                                                                   | um 1880 (Villa) | Villa mit Einfriedung und Sandsteinfigur einer Flora im Vorgarten; historisierender, repräsentativer Putzbau der Gründerzeit, weitgehend authentisch erhalten, baugeschichtlich und stadtentwicklungsgeschichtlich bedeutend | 09217371 |
| Weitere Bilder | Villa Sommerfrische-Hof | Dippelsdorfer Straße 12 (Karte)                                                                                                   | um 1880 (Villa) | Villa; historisierender Putzbau der Gründerzeit, durch straßenseitigen Anbau verändert, baugeschichtlich und stadtentwicklungsgeschichtlich bedeutend | 09217372 |
| Weitere Bilder | Doppelhaus in offener Bebauung                                                                                                 | Döbelner Straße 83; 85 (Karte) | um 1930 (Doppelwohnhaus)                                                                                                 | dreigeschossiger Putzbau mit Walmdach, traditioneller Kleinwohnungsbau der 1930er Jahre, gestalterische Hervorhebungen durch expressionistisch angelegte Putzgliederungen, baugeschichtlich und stadtentwicklungsgeschichtlich von Bedeutung | 09217373 |
| Weitere Bilder | Mietvilla | Döbelner Straße 87 (Karte) | um 1895 (Mietvilla) | typischer Putzbau der Jahrhundertwende mit historisierenden Elementen, zweigeschossig mit Mansarddach, baugeschichtlich und stadtentwicklungsgeschichtlich von Bedeutung | 09217374 |
| Weitere Bilder | Mietvilla | Döbelner Straße 91 (Karte) | Ende 19. Jh. (Mietvilla)                                                                                                 | Putzbau mit turmartig betonter Ecke, Gliederung durch Klinker, baugeschichtlich und stadtentwicklungsgeschichtlich von Bedeutung | 09217375 |
| Weitere Bilder | Großsiedlung Trachau: Häuserzeile über L-förmigen Grundriss (Einzeldenkmal zu ID-Nr. 09217340)                                 | Dopplerstraße 1 (Karte) | 1929–1931 (Mehrfamilienwohnhaus)                                                                                         | Einzeldenkmal o. g. Sachgesamtheit: Häuserzeile (Dopplerstraße 1, Fraunhoferstraße 2 und Kopernikusstraße 54/56/58/60/62/64) über L-förmigen Grundriss; Häuserzeile von Hans Richter modern gestaltet, Siedlung baugeschichtlich, städtebaulich und in Teilen künstlerisch bedeutend sowie singulär. | 09217376 |
| Weitere Bilder | Großsiedlung Trachau: Häuserzeile über L-förmigen Grundriss (Einzeldenkmal zu ID-Nr. 09217340)                                 | Dopplerstraße 2 (Karte) | 1929–1931 (Mehrfamilienwohnhaus)                                                                                         | Einzeldenkmal o. g. Sachgesamtheit: Häuserzeile (Dopplerstraße 2 und Kopernikusstraße 42/44/46/48/50/52) über L-förmigen Grundriss; Häuserzeile von Hans Richter modern gestaltet, Siedlung baugeschichtlich, städtebaulich und in Teilen künstlerisch bedeutend sowie singulär. | 09210114 |
| Weitere Bilder | Großsiedlung Trachau: Häuserzeile an mehreren Straßen entlang führend (Einzeldenkmal zu ID-Nr. 09217340)                       | Dopplerstraße 3; 5 (Karte) | 1929–1931 (Mehrfamilienwohnhaus)                                                                                         | Einzeldenkmal o. g. Sachgesamtheit: Häuserzeile (Carl-Zeiss-Straße 26/28/30/32/34/36/38/40/42/44/46/48, Dopplerstraße 3/5, Fraunhoferstraße 1/3/5/7/9/11/13/15/17/19/21/23/25/27/29/31/33, Industriestraße 54/56/58/60/62/64/66, Kopernikusstraße 66/68/70/72/74 und Richard-Rösch-Straße 2/4/6/8/10/12/14/16/18/20/22/24/26/28/30/32/34/36/38/40) an mehreren Straßen entlang führend; Häuserzeile von Waloschek und Richter modern gestaltet und in ihrer Ausdehnung singulär, Siedlung baugeschichtlich, städtebaulich und in Teilen künstlerisch bedeutend. | 09210110 |
| Weitere Bilder | Wettinschlösschen; Platane (ehem.)                                                                                             | Dorothea-Erxleben-Straße 1a (Karte)                                                                                               | um 1895 (Mietshaus) | Mietshaus in Ecklage und offener Bebauung; im Erdgeschoss ursprünglich eine Gaststätte, seitlich Saalanbau (kein Denkmal), historisierender Putzbau durch Giebel und turmartigen Aufbau betont, baugeschichtlich und stadtentwicklungsgeschichtlich von Bedeutung, straßenbildprägend. | 09217398 |
|                | Mietvilla | Dorothea-Erxleben-Straße 5 (Karte)                                                                                                | 1904, nach Adressbuch (Mietvilla)                                                                                        | zeittypischer Putzbau geprägt durch Zierfachwerk und hölzerne Balkone, baugeschichtlich und stadtentwicklungsgeschichtlich von Bedeutung | 09217399 |
| Weitere Bilder | Mietvilla mit Einfriedung | Dorothea-Erxleben-Straße 7 (Karte)                                                                                                | vor 1904 (Mietvilla) | Klinkerbau mit Jugendstilelementen, Sonnenuhr im Giebel des Mittelrisalits, baugeschichtlich und stadtentwicklungsgeschichtlich von Bedeutung | 09217400 |
|                | Mietvilla | Dorothea-Erxleben-Straße 8 (Karte)                                                                                                | Ende 19. Jh. (Mietvilla)                                                                                                 | repräsentativer Putzbau mit historisierenden Elementen, geprägt von Seitenrisaliten mit Giebeln, baugeschichtlich und stadtentwicklungsgeschichtlich von Bedeutung | 09217401 |
| Weitere Bilder | Mietvilla | Dorothea-Erxleben-Straße 9 (Karte)                                                                                                | 1904, nach Adressbuch (Mietvilla)                                                                                        | 1904 errichteter Putzbau mit Jugendstilelementen, rotes Zierfachwerk, baugeschichtlich und stadtentwicklungsgeschichtlich von Bedeutung | 09217402 |
|                | Mietvilla in Ecklage | Dorothea-Erxleben-Straße 10 (Karte)                                                                                               | Ende 19. Jh. (Mietvilla)                                                                                                 | zeittypischer Putzbau mit gliedernden Natursteinelementen, historisierend, betonte Ecklage, baugeschichtlich und stadtentwicklungsgeschichtlich von Bedeutung | 09217403 |
|                | Mietvilla mit Einfriedung | Dorothea-Erxleben-Straße 13 (Karte)                                                                                               | 1905, nach Adressbuch (Mietvilla)                                                                                        | Putzbau teilweise mit Verschieferung, hohes Mansarddach, Einfriedung im Jugendstil, baugeschichtlich und stadtentwicklungsgeschichtlich von Bedeutung | 09217404 |
|                | Mietvilla mit Einfriedung | Dorothea-Erxleben-Straße 14 (Karte)                                                                                               | Ende 19. Jh. (Mietvilla)                                                                                                 | einfach verputzter Bau mit Natursteinelementen, in historisierenden Formen, baugeschichtlich und stadtentwicklungsgeschichtlich von Bedeutung | 09217405 |
|                | Mietvilla mit Einfriedung | Dorothea-Erxleben-Straße 15 (Karte)                                                                                               | um 1900 (Mietvilla) | repräsentativer Putzbau der Jahrhundertwende mit Stuckdekor, hohes Mansarddach, variierende Giebelformen, baugeschichtlich und stadtentwicklungsgeschichtlich von Bedeutung | 09217406 |
|                | Mietvilla mit Einfriedung | Dorothea-Erxleben-Straße 16 (Karte)                                                                                               | Ende 19. Jh. (Mietvilla)                                                                                                 | schlichter Klinker-Sandsteinbau im Stil des Späthistorismus, baugeschichtlich und stadtentwicklungsgeschichtlich von Bedeutung | 09217407 |
|                | Wohnanlage über U-förmigem Grundriss mit Grüngestaltung und Einfriedung                                                        | Dorothea-Erxleben-Straße 18; 20; 22; 24 (Karte)                                                                                   | 1929, nach Adressbuch (Mehrfamilienwohnhaus)                                                                             | für die Zeit typische traditionelle Gestaltung mit Walmdächern und verputzen Fassaden, Zeugnisse des Kleinwohnungs- und Siedlungsbaus um 1930, baugeschichtlich und stadtentwicklungsgeschichtlich von Bedeutung | 09217408 |
|                | Mietvilla in Ecklage | Dorothea-Erxleben-Straße 19 (Karte)                                                                                               | 1905, nach Adressbuch (Mietvilla)                                                                                        | malerische, repräsentative Villa mit Zierfachwerk, Türmen, Giebeln, variierenden Putzstrukturen, Jugendstil, baugeschichtlich und stadtentwicklungsgeschichtlich von Bedeutung | 09217409 |
| Weitere Bilder | Großsiedlung Trachau: Häuserzeile an mehreren Straßen entlang führend (Einzeldenkmal zu ID-Nr. 09217340)                       | Fraunhoferstraße 1; 3; 5; 7; 9; 11; 13; 15; 17; 19; 21; 23; 25; 27; 29; 31; 33 (Karte)                                            | 1929–1931 (Mehrfamilienwohnhaus)                                                                                         | Einzeldenkmal o. g. Sachgesamtheit: Häuserzeile (Carl-Zeiss-Straße 26/28/30/32/34/36/38/40/42/44/46/48, Dopplerstraße 3/5, Fraunhoferstraße 1/3/5/7/9/11/13/15/17/19/21/23/25/27/29/31/33, Industriestraße 54/56/58/60/62/64/66, Kopernikusstraße 66/68/70/72/74 und Richard-Rösch-Straße 2/4/6/8/10/12/14/16/18/20/22/24/26/28/30/32/34/36/38/40) an mehreren Straßen entlang führend; Häuserzeile von Waloschek und Richter modern gestaltet und in ihrer Ausdehnung singulär, Siedlung baugeschichtlich, städtebaulich und in Teilen künstlerisch bedeutend. | 09210110 |
|                | Großsiedlung Trachau: Häuserzeile über L-förmigen Grundriss (Einzeldenkmal zu ID-Nr. 09217340)                                 | Fraunhoferstraße 2 (Karte) | 1929–1931 (Mehrfamilienwohnhaus)                                                                                         | Einzeldenkmal o. g. Sachgesamtheit: Häuserzeile (Dopplerstraße 1, Fraunhoferstraße 2 und Kopernikusstraße 54/56/58/60/62/64) über L-förmigen Grundriss; Häuserzeile von Hans Richter modern gestaltet, Siedlung baugeschichtlich, städtebaulich und in Teilen künstlerisch bedeutend sowie singulär. | 09217376 |
| Weitere Bilder | Großsiedlung Trachau: Reihenhaus mit zwölf Einfamilienhäusern (Einzeldenkmal zu ID-Nr. 09217340)                               | Fraunhoferstraße 4; 6; 8; 10; 12; 14; 16; 18; 20; 22; 24; 26 (Karte)                                                              | 1934–1936 (Reihenhaus)                                                                                                   | Einzeldenkmal o. g. Sachgesamtheit: Reihenhaus mit zwölf Einfamilienhäusern; Reihenhäuser traditionell gestaltet, Siedlung baugeschichtlich, städtebaulich und in Teilen künstlerisch bedeutend sowie singulär. | 09210116 |
| Weitere Bilder | Großsiedlung Trachau: Häuserzeile über L-förmigen Grundriss (Einzeldenkmal zu ID-Nr. 09217340)                                 | Fraunhoferstraße 28; 30 (Karte)                                                                                                   | 1937–1938 (Mehrfamilienwohnhaus)                                                                                         | Einzeldenkmal o. g. Sachgesamtheit: Häuserzeile (Benzstraße 6 und Fraunhoferstraße 28/30) über L-förmigen Grundriss; Wohnhaus traditionell gestaltet, Siedlung baugeschichtlich, städtebaulich und in Teilen künstlerisch bedeutend sowie singulär. | 09210079 |
| Weitere Bilder | Großsiedlung Trachau: Häuserzeile über L-förmigem Grundriss (Einzeldenkmal zu ID-Nr. 09217340)                                 | Fraunhoferstraße 32; 34; 36; 38 (Karte)                                                                                           | 1937–1938 (Mehrfamilienwohnhaus)                                                                                         | Einzeldenkmal o. g. Sachgesamtheit: Häuserzeile über L-förmigem Grundriss; Häuserzeile traditionell gestaltet, Siedlung baugeschichtlich, städtebaulich und in Teilen künstlerisch bedeutend sowie singulär. | 09210119 |
|                | Unser Heim II | Galileistraße 9; 11 (Karte) | 1920er Jahre (Doppelwohnhaus)                                                                                            | Doppelhaus; Teil einer kleinen Wohnanlage aus insgesamt vier Gebäuden, die sich um eine rechteckige Freifläche gruppieren, siehe auch Galileistraße 13-23, traditionelle Bauten mit Satteldach oder Mansarddach mit Schopf, belebt durch Klappläden und expressionistische Schmuckelemente, baugeschichtlich und stadtentwicklungsgeschichtlich von Bedeutung | 09210127 |
|                | Unser Heim II | Galileistraße 13; 15 (Karte) | 1920er Jahre (Doppelwohnhaus)                                                                                            | Doppelhaus; Teil einer kleinen Wohnanlage aus insgesamt vier Gebäuden, die sich um eine rechteckige Freifläche gruppieren, siehe Galileistraße 9/11, 17-23, traditionelle Bauten mit Satteldach oder Mansarddach mit Schopf, belebt durch Klappläden und expressionistische Schmuckelemente, baugeschichtlich und stadtentwicklungsgeschichtlich von Bedeutung | 09210128 |
|                | Unser Heim II | Galileistraße 17; 19 (Karte) | 1920er Jahre (Doppelwohnhaus)                                                                                            | Doppelhaus; Teil einer kleinen Wohnanlage aus insgesamt vier Gebäuden, die sich um eine rechteckige Freifläche gruppieren, siehe Galileistraße 9/11, 13/15, 21/23, traditionelle Bauten mit Satteldach oder Mansarddach mit Schopf, belebt durch Klappläden und expressionistische Schmuckelemente, baugeschichtlich und stadtentwicklungsgeschichtlich von Bedeutung | 09210129 |
|                | Unser Heim II | Galileistraße 21; 23 (Karte) | 1920er Jahre (Doppelwohnhaus)                                                                                            | Doppelhaus; Teil einer kleinen Wohnanlage aus insgesamt vier Gebäuden, die sich um eine rechteckige Freifläche gruppieren, siehe Galileistraße 9/11, 13/15, 17/19, traditionelle Bauten mit Satteldach oder Mansarddach mit Schopf, belebt durch Klappläden und expressionistische Schmuckelemente, baugeschichtlich und stadtentwicklungsgeschichtlich von Bedeutung | 09210130 |
| Weitere Bilder | Wohnhaus mit Oberlaube und Seitengebäude                                                                                       | Gaußstraße 4 (Karte) | 18. Jh. (Wohnhaus) | Häusleranwesen am ehemaligen Dorffrieden, eines der ältesten Gehöfte des Ortes, baugeschichtlich und ortsgeschichtlich von Bedeutung | 09217394 |
|                | Sandsteinsäulen | Gaußstraße 4 (bei) (Karte) | 18. Jh. (Grundstückseinfassung)                                                                                          | mehrere Säulen beiderseits am Straßenrand, ehem. Einfriedung eines bäuerlichen Anwesens in Zusammenhang mit den Hufewiesen, ortsgeschichtlich von Bedeutung | 09217392 |
|                | Mietshaus in offener Bebauung und Ecklage                                                                                      | Geblerstraße 5 (Karte) | 1909, nach Adressbuch (Mietshaus)                                                                                        | schlichte zeittypische Putzfassade mit turmartig betonter Ecke und reduziertem Dekor, baugeschichtlich und stadtentwicklungsgeschichtlich von Bedeutung | 09210148 |
|                | Mietvilla mit Einfriedung | Geblerstraße 9 (Karte) | 1905, nach Adressbuch (Mietvilla)                                                                                        | repräsentative Gestaltung mit rundem Eckturm und historisierenden Dekorelementen, zeittypische Putz-Werkstein-Fassade, baugeschichtlich und stadtentwicklungsgeschichtlich von Bedeutung | 09217396 |
|                | Mietshaus mit Einfriedung in offener Bebauung                                                                                  | Geblerstraße 12 (Karte) | 1912, nach Adressbuch (Mietshaus)                                                                                        | zeittypische Putzfassade in Stil der Reformarchitektur um 1910, baugeschichtlich und stadtentwicklungsgeschichtlich von Bedeutung | 09217397 |
|                | Wohnhaus in offener Bebauung                                                                                                   | Großenhainer Straße 176 (Karte)                                                                                                   | 1929, nach Adressbuch (Wohnhaus)                                                                                         | zeittypischer Mietwohnungsbau der späten zwanziger Jahre, baugeschichtlich und stadtentwicklungsgeschichtlich von Bedeutung | 09217410 |
| Weitere Bilder | Mietshaus in offener Bebauung                                                                                                  | Großenhainer Straße 180 (Karte)                                                                                                   | um 1900, nach Adressbuch (Mietshaus)                                                                                     | historisierender Putzbau mit Natursteinelementen und -gliederung, baugeschichtlich und stadtentwicklungsgeschichtlich von Bedeutung | 09217411 |
|                | Mietshaus in Ecklage und offener Bebauung                                                                                      | Großenhainer Straße 182 (Karte)                                                                                                   | um 1895 (Mietshaus) | zeittypischer, historisierender Putzbau mit Natursteingliederung, baugeschichtlich und stadtentwicklungsgeschichtlich von Bedeutung | 09217412 |
| Weitere Bilder | Mietshaus in Ecklage und offener Bebauung                                                                                      | Großenhainer Straße 190 (Karte)                                                                                                   | nach 1900 (Mietshaus) | Kopflage durch Turm betont, Zierfachwerk und verschieferte Partien beleben die Fassade, straßenbildprägend, baugeschichtlich und stadtentwicklungsgeschichtlich von Bedeutung | 09217413 |
| Weitere Bilder | Mietvilla | Großenhainer Straße 194 (Karte)                                                                                                   | um 1895 (Mietvilla) | markanter historisierender Bau, mit charakteristischer Klinker-Putz-Fassade, Eingang durch Turmaufbau betont, errichtet vor allem im Stil der Deutschen Renaissance, baugeschichtlich und ortsgeschichtlich bedeutend | 09217415 |
|                | Mietshaus in Ecklage und offener Bebauung                                                                                      | Großenhainer Straße 197 (Karte)                                                                                                   | um 1900 (Mietshaus) | straßenbildprägender Putzbau mit historisierendem Dekor, belebt durch Eckerker und geometrische Putzgliederung, baugeschichtlich und stadtentwicklungsgeschichtlich von Bedeutung | 09217414 |
| Weitere Bilder | Mietshaus in Ecklage und offener Bebauung                                                                                      | Großenhainer Straße 203 (Karte)                                                                                                   | bezeichnet 1903 (Mietshaus)                                                                                              | markantes Jugendstilgebäude von 1902 mit weitestgehend original erhaltener Fassade, Akzentsetzung durch geschweiften Giebel, Turmanbau und Loggien, baugeschichtlich und künstlerisch bedeutend | 09217416 |
|                | Mietshaus in offener Bebauung                                                                                                  | Großenhainer Straße 205 (Karte)                                                                                                   | Anfang 20. Jh. (Mietshaus)                                                                                               | zeittypischer Putzbau zwischen Historismus und Reformstil, weitgehend original erhalten, baugeschichtlich und künstlerisch bedeutend | 09217417 |
|                | Mietshaus mit Hintergebäude in Ecklage und offener Bebauung                                                                    | Großenhainer Straße 209 (Karte)                                                                                                   | bezeichnet 1894 (Mietshaus)                                                                                              | spätgründerzeitliches Gebäude mit Putzfassade und Natursteingliederung, Ecklage betont durch turmartige Überhöhung, baugeschichtlich und stadtentwicklungsgeschichtlich von Bedeutung | 09217419 |
|                | Mietvilla mit Einfriedung | Großenhainer Straße 211 (Karte)                                                                                                   | um 1895 (Mietvilla) | historisierender, zweigeschossiger Putzbau der Jahrhundertwende, mit Mansarddach, baugeschichtlich und stadtentwicklungsgeschichtlich bedeutend | 09217420 |
|                | Mietshaus mit Gaststätte im Erdgeschoss, in offener Bebauung                                                                   | Großenhainer Straße 219 (Karte)                                                                                                   | Ende 19. Jh. (Mietshaus)                                                                                                 | historisierender, zweigeschossiger Bau der Jahrhundertwende, mit Klinkerfassade und Mansarddach, baugeschichtlich und stadtentwicklungsgeschichtlich bedeutend | 09217423 |
|                | Mietvilla | Großenhainer Straße 223 (Karte)                                                                                                   | 1896 (Mietvilla) | historisierender Wohnbau des ausgehenden 19. Jahrhunderts, als Teil der bedeutsamen Großenhainer Straße vor allem stadtentwicklungsgeschichtlich von Belang | 09217424 |
|                | Villa | Großenhainer Straße 225 (Karte)                                                                                                   | um 1895 (Villa) | charakteristischer spätgründerzeitlicher Wohnbau mit zeittypischer historisierender Fassadengestaltung, Mitte durch Balkon, Dreiecksbedachungen und markantes Zwerchhaus hervorgehoben, Mansarddach, belebender Bauschmuck, vor allem baugeschichtlich bedeutend, wegen seiner ausgewogenen Gliederung auch künstlerisch von Belang | 09217425 |
|                | Mietvilla in Ecklage | Großenhainer Straße 227 (Karte)                                                                                                   | 1896 (Mietvilla) | historisierender Wohnbau mit zeittypischer Putzfassade und Natursteingliederung, Kopflage durch Gestaltung zusätzlich betont, baugeschichtlich und stadtentwicklungsgeschichtlich bedeutend | 09217426 |
| Weitere Bilder | Villa Trinkl | Großenhainer Straße 241 (Karte)                                                                                                   | 1886 (Villa) | Villa mit Terrasse; repräsentatives, weithin sichtbares Anwesen, in der Mitte erhöhter Bau mit seitlichem Turm, historisierende Stilvilla die sich vor allem an italienischen Landsitzen der Renaissance orientiert, gestalterisch anspruchsvoll, baugeschichtlich und künstlerisch bedeutend, wohl auch städtebaulich von Belang. Baumeister: Gebrüder Ziller. | 09217427 |
| Weitere Bilder | Großsiedlung Trachau: Häuserzeile (Einzeldenkmal zu ID-Nr. 09217340)                                                           | Gustav-Richter-Straße 1; 3; 5; 7 (Karte)                                                                                          | 1934–1936 (Mehrfamilienwohnhaus)                                                                                         | Einzeldenkmal o. g. Sachgesamtheit: Häuserzeile traditionell gestaltet, Siedlung baugeschichtlich, städtebaulich und in Teilen künstlerisch bedeutend sowie singulär. | 09217428 |
| Weitere Bilder | Großsiedlung Trachau: Reihenhaus mit zwölf Einfamilienhäusern (Einzeldenkmal zu ID-Nr. 09217340)                               | Gustav-Richter-Straße 2; 4; 6; 8; 10; 12; 14;16; 18; 20; 22; 24 (Karte)                                                           | 1934–1936 (Reihenhaus)                                                                                                   | Einzeldenkmal o. g. Sachgesamtheit: Reihenhaus mit zwölf Einfamilienhäusern; Reihenhäuser traditionell gestaltet, Siedlung baugeschichtlich, städtebaulich und in Teilen künstlerisch bedeutend sowie singulär. | 09210134 |
| Weitere Bilder | Großsiedlung Trachau: Wohnhaus (Einzeldenkmal zu ID-Nr. 09217340)                                                              | Gustav-Richter-Straße 9 (Karte)                                                                                                   | 1934–1936 (Mehrfamilienwohnhaus)                                                                                         | Einzeldenkmal o. g. Sachgesamtheit: Wohnhaus traditionell gestaltet, Siedlung baugeschichtlich, städtebaulich und in Teilen künstlerisch bedeutend sowie singulär. | 09210131 |
| Weitere Bilder | Großsiedlung Trachau: Häuserzeile (Einzeldenkmal zu ID-Nr. 09217340)                                                           | Gustav-Richter-Straße 11; 13; 15; 17; 19; 21 (Karte)                                                                              | 1934–1936 (Mehrfamilienwohnhaus)                                                                                         | Einzeldenkmal o. g. Sachgesamtheit: Häuserzeile traditionell gestaltet, Siedlung baugeschichtlich, städtebaulich und in Teilen künstlerisch bedeutend sowie singulär. | 09210132 |
| Weitere Bilder | Großsiedlung Trachau: Häuserzeile über L-förmigem Grundriss (Einzeldenkmal zu ID-Nr. 09217340)                                 | Gustav-Richter-Straße 26; 28; 30 (Karte)                                                                                          | 1937–1938 (Mehrfamilienwohnhaus)                                                                                         | Einzeldenkmal o. g. Sachgesamtheit: Häuserzeile (Gustav-Richter-Straße 26/28/30 und Steinheilstraße 6) über L-förmigem Grundriss; Häuserzeile traditionell gestaltet, Siedlung baugeschichtlich, städtebaulich und in Teilen künstlerisch bedeutend sowie singulär. | 09210137 |
| Weitere Bilder | Großsiedlung Trachau: Häuserzeile (Einzeldenkmal zu ID-Nr. 09217340)                                                           | Gustav-Richter-Straße 32; 34; 36 (Karte)                                                                                          | 1937–1938 (Mehrfamilienwohnhaus)                                                                                         | Einzeldenkmal o. g. Sachgesamtheit: Häuserzeile traditionell gestaltet, Siedlung baugeschichtlich, städtebaulich und in Teilen künstlerisch bedeutend sowie singulär. | 09210138 |
| Weitere Bilder | U-förmige Häuserzeile einer Wohnanlage der Baugenossenschaft für Handwerk, Handel und Gewerbe                                  | Guts-Muths-Straße 26; 28; 30; 32; 34 (Karte)                                                                                      | 1926–1928 (Mehrfamilienwohnhaus)                                                                                         | U-förmige Häuserzeile (Alttrachau 30/32/34 mit Tichatschekstraße 43/45/47/49 und Guts-Muths-Straße 26/28/30/32/34) einer Wohnanlage der Baugenossenschaft für Handwerk, Handel und Gewerbe; Anlage besteht aus dieser U-förmigen und einer L-förmigen Zeile nördlich und südlich der Guts-Muths-Straße, Geschossbauten mit gestalteten Treppenhausachsen und betonten Ecken, expressionistische Formen insbesondere an den Eingängen, siehe auch Tichatschekstraße 37-41 und Guts-Muths-Straße 27-35, baugeschichtlich und stadtentwicklungsgeschichtlich bedeutend. | 09210043 |
|                | L-förmige Häuserzeile einer Wohnanlage der Baugenossenschaft für Handwerk, Handel und Gewerbe                                  | Guts-Muths-Straße 27; 29; 31; 33; 35 (Karte)                                                                                      | 1926–1928 (Mehrfamilienwohnhaus)                                                                                         | L-förmige Häuserzeile (Guts-Muths-Straße 27/29/31/33/35 und Tichatschekstraße 39/41) einer Wohnanlage der Baugenossenschaft für Handwerk, Handel und Gewerbe; Anlage besteht aus dieser L-förmigen und einer U-förmigen Zeile nördlich und südlich der Guts-Muths-Straße, Geschossbauten mit gestalteten Treppenhausachsen und betonten Ecken, expressionistische Formen insbesondere an den Eingängen, siehe auch Alttrachau 30-34, Tichatschekstraße 43-49 und Guts-Muths-Straße 26-34, baugeschichtlich und stadtentwicklungsgeschichtlich bedeutend | 09210139 |
| Weitere Bilder | Großsiedlung Trachau: Häuserzeile über U-förmigen Grundriss (Einzeldenkmal zu ID-Nr. 09217340)                                 | Halleystraße 1; 3; 5; 7 (Karte)                                                                                                   | 1929–1939 (Mehrfamilienwohnhaus)                                                                                         | Einzeldenkmal o. g. Sachgesamtheit: Häuserzeile (Aachener Straße 9/9b/11/11b, Halleystraße 1/3/5/7 und Kopernikusstraße 38/38b) über U-förmigen Grundriss; Häuserzeile traditionell gestaltet, Siedlung baugeschichtlich, städtebaulich und in Teilen künstlerisch bedeutend sowie singulär. | 09210055 |
|                | Großsiedlung Trachau: Heizhaus (Einzeldenkmal zu ID-Nr. 09217340)                                                              | Halleystraße 2 (Karte) | 1929–1931 (Heizhaus) | Einzeldenkmal o. g. Sachgesamtheit: Heizhaus von Hans Richter modern gestaltet, Siedlung baugeschichtlich, städtebaulich und in Teilen künstlerisch bedeutend sowie singulär. | 09217431 |
| Weitere Bilder | Großsiedlung Trachau: Häuserzeile über winkelförmigem Grundriss (Einzeldenkmal zu ID-Nr. 09217340)                             | Halleystraße 4; 6; 8; 10 (Karte)                                                                                                  | 1934–1936 (Mehrfamilienwohnhaus)                                                                                         | Einzeldenkmal o. g. Sachgesamtheit: Häuserzeile (Halleystraße 4/6/8/10 und Trobischstraße 2/4/6) über winkelförmigem Grundriss; Häuserzeile traditionell gestaltet, Siedlung baugeschichtlich, städtebaulich und in Teilen künstlerisch bedeutend sowie singulär. | 09210144 |
| Weitere Bilder | Großsiedlung Trachau: Laubenganghaus (Einzeldenkmal zu ID-Nr. 09217340)                                                        | Halleystraße 9; 11; 13 (Karte) | 1929–1931 (Mehrfamilienwohnhaus)                                                                                         | Einzeldenkmal o. g. Sachgesamtheit: Laubenganghaus; Häuserzeile von Hans Richter modern gestaltet, Siedlung baugeschichtlich, städtebaulich und in Teilen künstlerisch bedeutend sowie singulär. | 09210141 |
| Weitere Bilder | Großsiedlung Trachau: Laubenganghaus (Einzeldenkmal zu ID-Nr. 09217340)                                                        | Halleystraße 15; 17; 19 (Karte)                                                                                                   | 1929–1931 (Mehrfamilienwohnhaus)                                                                                         | Einzeldenkmal o. g. Sachgesamtheit: Laubenganghaus; Häuserzeile von Hans Richter modern gestaltet, Siedlung baugeschichtlich, städtebaulich und in Teilen künstlerisch bedeutend sowie singulär. | 09210142 |
| Weitere Bilder | Mietshaus in halboffener Bebauung                                                                                              | Henricistraße 1 (Karte) | um 1912 (Mietshaus) | Putzbau mit Sandsteinsockel bis zum Hochparterre, qualitätvolles Beispiel der Reformarchitektur um 1910, vereinfachter Bauschmuck sparsam angeordnet, teilweise mit geometrischen Motiven, baugeschichtlich und stadtentwicklungsgeschichtlich bedeutend | 09217432 |
| Weitere Bilder | Mietshaus in Ecklage und geschlossener Bebauung                                                                                | Henricistraße 3 (Karte) | um 1900 (Mietshaus) | weitgehend authentisch erhaltener Bau um 1900, historisierende Klinker-Werkstein-Fassade, dominierende Wirkung der verbrochenen Ecke durch turmartigen Aufbau gesteigert, Teil eines weitgehend geschlossen erhaltenen spätgründerzeitlichen Quartiers mit typischer Blockrandbebauung, in straßenbildprägender Lage, baugeschichtlich und stadtentwicklungsgeschichtlich bedeutend | 09217433 |
| Weitere Bilder | Wohnhaus mit Nebengebäude | Henricistraße 4 (Karte) | 1642 (Wohnhaus) | Häusleranwesen am ehemaligen Dorffrieden, älteste Bau in Dresden-Nord, als eines der wenigen Alttrachauer Häuser überstand es die Dorfbrände von 1766, 1795 und 1816, die jeweils große Teile des Dorfes einäscherten, als Zeugnis ländlicher Architektur und Volksbauweise seiner Zeit baugeschichtlich bedeutend, im Zusammenhang mit den noch erhaltenen Teilen des Trachauer Dorfkerns ortsgeschichtlich und stadtentwicklungsgeschichtlich bedeutend | 09217434 |
| Weitere Bilder | Mietshaus in geschlossener Bebauung                                                                                            | Henricistraße 5 (Karte) | um 1900 (Mietshaus) | weitgehend authentisch erhaltener Bau um 1900, historisierende Klinker-Werkstein-Fassade, Teil eines weitgehend geschlossen erhaltenen spätgründerzeitlichen Quartiers mit typischer Blockrandbebauung, baugeschichtlich und stadtentwicklungsgeschichtlich bedeutend | 09217435 |
| Weitere Bilder | Mietshaus in geschlossener Bebauung                                                                                            | Henricistraße 7 (Karte) | um 1900 (Mietshaus) | weitgehend authentisch erhaltener Bau um 1900, historisierende Klinker-Werkstein-Fassade, Teil eines weitgehend geschlossen erhaltenen spätgründerzeitlichen Quartiers mit typischer Blockrandbebauung, baugeschichtlich und stadtentwicklungsgeschichtlich bedeutend | 09217436 |
| Weitere Bilder | Mietshaus in halboffener Bebauung                                                                                              | Henricistraße 9 (Karte) | um 1900 (Mietshaus) | weitgehend authentisch erhaltener Bau um 1900, historisierende Klinker-Werkstein-Fassade, Teil eines weitgehend geschlossen erhaltenen spätgründerzeitlichen Quartiers mit typischer Blockrandbebauung, baugeschichtlich und stadtentwicklungsgeschichtlich bedeutend | 09217437 |
| Weitere Bilder | Mietshaus in halboffener Bebauung                                                                                              | Henricistraße 12 (Karte) | 1902, Inschrift (Mietshaus)                                                                                              | weitgehend authentisch erhaltener Bau von 1902, Klinkerfassade belebt durch Bauschmuck im Jugendstil, baugeschichtlich und stadtentwicklungsgeschichtlich bedeutend | 09217438 |
| Weitere Bilder | Mietshaus in geschlossener Bebauung                                                                                            | Henricistraße 14 (Karte) | 1902, Inschrift (Mietshaus)                                                                                              | repräsentativer, weitgehend authentisch erhaltener Bau von 1902, Klinkerfassade belebt durch zahlreiche Jugendstilelementen, baugeschichtlich und stadtentwicklungsgeschichtlich bedeutend | 09217439 |
| Weitere Bilder | Mietshaus in geschlossener Bebauung                                                                                            | Henricistraße 16 (Karte) | 1899, Inschrift (Mietshaus)                                                                                              | historisierender Putzbau von 1899, geprägt von zweigeschossigem Erker und stilisierten Vorhangbogenfenstern, baugeschichtlich und stadtentwicklungsgeschichtlich bedeutend | 09217440 |
| Weitere Bilder | Mietshaus in geschlossener Bebauung                                                                                            | Henricistraße 18 (Karte) | um 1900 (Mietshaus) | weitgehend authentisch erhaltener Bau von Anfang des 20. Jh., Klinkerfassade belebt durch Bauschmuck mit Jugendstilmotiven, baugeschichtlich und stadtentwicklungsgeschichtlich bedeutend | 09217441 |
| Weitere Bilder | Mietshaus in offener Bebauung und Ecklage                                                                                      | Hildesheimer Straße 66 (Karte) | 1902 (Mietshaus) | weitgehend authentisch erhaltener Putzbau von 1902 mit Eckturm und historisierenden Giebeln, verweist auf die bauliche Entwicklung in diesem Gebiet im Zuge der Einrichtung des Haltepunkts Trachau, mit straßenbildprägendem Charakter, Ausmalung im Treppenhaus im Jugendstil, baugeschichtlich und stadtentwicklungsgeschichtlich bedeutend | 09217442 |
|                | Doppelwohnhaus mit großem Vorgarten in offener Bebauung                                                                        | Industriestraße 2; 4 (Karte) | um 1860 (Doppelwohnhaus)                                                                                                 | schlichter, zweigeschossiger Putzbau mit Satteldach, baugeschichtlich und ortsgeschichtlich bedeutend | 09217355 |
|                | Wohnhausgruppe für Kleinwohnungen mit Kiosk und Einfriedung                                                                    | Industriestraße 5 (Karte) | um 1912 (Wohnhaus) | Wohnhausgruppe (Wilder-Mann-Straße 6/8 und Industriestraße 5) für Kleinwohnungen mit Kiosk und Einfriedung; in Ecklage befindliche Anlage im Reformstil über L-förmigem Grundriss, ursprünglich erhaltener Bau von Hans Erlwein mit vertikaler Gliederung der Fassade, Klappläden, Fledermausgaupen, Giebelmotiv usw., baugeschichtlich sowie künstlerisch bedeutend. | 09218780 |
| Weitere Bilder | Doppelmietshaus in Ecklage und offener Bebauung                                                                                | Industriestraße 12 (Karte) | 1900 - 1903, nach Adressbuch (Doppelmietshaus)                                                                           | Doppelmietshaus (Wilder-Mann-Straße 9 und Industriestraße 12) in Ecklage und offener Bebauung; Bau der Jahrhundertwende mit schlichter Putzfassade und zurückhaltendem Stuckdekor, dominierende Wirkung der verbrochenen Ecke durch turmartigen Aufbau gesteigert, baugeschichtlich und stadtentwicklungsgeschichtlich bedeutend | 09210241 |
|                | Doppelmietshaus in Ecklage | Industriestraße 26 (Karte) | um 1900 (Doppelmietshaus)                                                                                                | Doppelmietshaus (Böttgerstraße 2 mit Industriestraße 26) in Ecklage und offener Bebauung, mit Einfriedung; repräsentativer Bau der Jahrhundertwende mit Putzfassade und historisierenden Gestaltungselementen, Bedeutung der Ecklage durch Turmaufbau, Giebel und Erker betont, baugeschichtlich und stadtentwicklungsgeschichtlich bedeutend | 09210081 |
| Weitere Bilder | Häuserzeile, Teil einer kleinen Wohnanlage aus insgesamt 5 Gebäuden                                                            | Industriestraße 26a; 26b; 26c; 26d (Karte)                                                                                        | 1955 (Mehrfamilienwohnhaus)                                                                                              | Häuserzeile, Teil einer kleinen Wohnanlage an der Ecke Aachener Straße und Industriestraße aus insgesamt 5 Gebäuden; traditionell gestaltete Geschossbauten mit Lochfassaden und Walmdächern, Akzentsetzung durch Anbauten mit gestalteten Brüstungsfeldern und Balkonaustritten, charakteristische Beispiele früher DDR-Architektur, siehe auch Aachener Straße 2-8 und Böttgerstraße 1/3, baugeschichtlich bedeutend, zudem stadtentwicklungsgeschichtlich von Belang | 09217443 |
| Weitere Bilder | Großsiedlung Trachau: Häuserzeile über L-förmigem Grundriss (Einzeldenkmal zu ID-Nr. 09217340)                                 | Industriestraße 28 (Karte) | 1934–1936 (Mehrfamilienwohnhaus)                                                                                         | Einzeldenkmal o. g. Sachgesamtheit: Häuserzeile (Aachener Straße 1/3 und Industriestraße 28) über L-förmigem Grundriss; Häuserzeile traditionell gestaltet, baugeschichtlich, städtebaulich und in Teilen künstlerisch bedeutend sowie singulär. | 09217566 |
| Weitere Bilder | Großsiedlung Trachau: Wohnhaus (Einzeldenkmal zu ID-Nr. 09217340)                                                              | Industriestraße 30 (Karte) | 1934–1936 (Mehrfamilienwohnhaus)                                                                                         | Einzeldenkmal o. g. Sachgesamtheit: Wohnhaus traditionell gestaltet, Siedlung baugeschichtlich, städtebaulich und in Teilen künstlerisch bedeutend sowie singulär. | 09210145 |
| Weitere Bilder | Großsiedlung Trachau: Häuserzeile über L-förmigem Grundriss (Einzeldenkmal zu ID-Nr. 09217340)                                 | Industriestraße 32; 34; 36; 38 (Karte)                                                                                            | 1934–1936 (Mehrfamilienwohnhaus)                                                                                         | Einzeldenkmal o. g. Sachgesamtheit: Häuserzeile über L-förmigem Grundriss; Häuserzeile traditionell gestaltet, Siedlung baugeschichtlich, städtebaulich und in Teilen künstlerisch bedeutend sowie singulär. | 09210146 |
| Weitere Bilder | Villa mit Einfriedung | Industriestraße 33 (Karte) | 1912 (Villa) | qualitätvolles Beispiel der Reformarchitektur um 1910, geprägt von großem straßenseitigen Giebel, hohem Dach und farblich und im Putz abgesetzten Dekorflächen, baugeschichtlich und stadtentwicklungsgeschichtlich bedeutend | 09217448 |
| Weitere Bilder | Großsiedlung Trachau: Krankenhauskomplex (Einzeldenkmal zu ID-Nr. 09217340)                                                    | Industriestraße 40 (Karte) | 1928 (Krankenhaus) | Einzeldenkmal o. g. Sachgesamtheit: Krankenhauskomplex; Anlage aus neun, um einen Innenhof gruppierten Häusern, verbunden durch umlaufende Pergolen, die Bauten zumeist zweigeschossig mit Walmdächern und Lochfassaden, Treppenhäuser hervorgehoben, horizontale Gliederung durch Sohlbankgesimse, gestalterische Akzente durch dreieckige Dachfenster und Sprossenfenster, traditionell, mit ausgewogener Fassadengestaltung, baugeschichtlich und ortsgeschichtlich bedeutend, im Zusammenhang mit Großsiedlung städtebaulich von Belang. Architekt: Paul Wolf. | 09217449 |
| Weitere Bilder | Großsiedlung Trachau: Häuserzeile, raumgreifend, das ehemalige Güntzheim westlich umfassend (Einzeldenkmal zu ID-Nr. 09217340) | Industriestraße 42; 44; 46; 48; 50; 52 (Karte)                                                                                    | 1929–1931 (Mehrfamilienwohnhaus)                                                                                         | Einzeldenkmal o. g. Sachgesamtheit: Häuserzeile (Industriestraße 42/44/46/48/50/52, und Kopernikusstraße 41/43/45/47/49/51/53/55/57), raumgreifend, das ehemalige Güntzheim westlich umfassend; Häuserzeile von Hans Richter modern gestaltet, Siedlung baugeschichtlich, städtebaulich und in Teilen künstlerisch bedeutend sowie singulär. | 09210379 |
| Weitere Bilder | Großsiedlung Trachau: Häuserzeile an mehreren Straßen entlang führend (Einzeldenkmal zu ID-Nr. 09217340)                       | Industriestraße 54; 56; 58; 60; 62; 64; 66 (Karte)                                                                                | 1929–1931 (Mehrfamilienwohnhaus)                                                                                         | Einzeldenkmal o. g. Sachgesamtheit: Häuserzeile (Carl-Zeiss-Straße 26/28/30/32/34/36/38/40/42/44/46/48, Dopplerstraße 3/5, Fraunhoferstraße 1/3/5/7/9/11/13/15/17/19/21/23/25/27/29/31/33, Industriestraße 54/56/58/60/62/64/66, Kopernikusstraße 66/68/70/72/74 und Richard-Rösch-Straße 2/4/6/8/10/12/14/16/18/20/22/24/26/28/30/32/34/36/38/40) an mehreren Straßen entlang führend; Häuserzeile von Waloschek und Richter modern gestaltet und in ihrer Ausdehnung singulär, Siedlung baugeschichtlich, städtebaulich und in Teilen künstlerisch bedeutend. | 09210110 |
|                | Villa | Industriestraße 57 (Karte) | um 1910 (Villa) | schlichter, gestaffelter, zweigeschossiger Putzbau im Stil der Reformarchitektur, klare und zweckmäßige Gestaltung mit vereinfachtem, sparsam angeordnetem Bauschmuck, auskragende, kubische Balkone, baugeschichtlich und stadtentwicklungsgeschichtlich bedeutend | 09217450 |
|                | Doppelhaus in offener Bebauung, mit Anbau                                                                                      | Industriestraße 59; 59b (Karte)                                                                                                   | um 1930 (Doppelwohnhaus)                                                                                                 | einfach gestalteter, dreigeschossige, kastenförmiger Bau, für die Zeit typisch traditionell gestaltet mit Walmdächern und verputzen Fassaden, verweist auf die bauliche Entwicklung um 1930, ortsentwicklungsgeschichtliche und bauhistorische Bedeutung | 09217451 |
| Weitere Bilder | Großsiedlung Trachau: Doppelhaus in Ecklage und über L-förmigem Grundriss (Einzeldenkmal zu ID-Nr. 09217340)                   | Industriestraße 68 (Karte) | 1929–1931 (Doppelwohnhaus)                                                                                               | Einzeldenkmal o. g. Sachgesamtheit: Doppelhaus (Industriestraße 68 und Richard-Rösch-Straße 1) in Ecklage und über L-förmigem Grundriss; Doppelwohnhaus von Richter und Waloschek modern gestaltet, Siedlung baugeschichtlich, städtebaulich und in Teilen künstlerisch bedeutend sowie singulär. | 09210384 |

## Ausführliche Denkmaltexte
1. ↑  
Siehe auch: Liste der Kulturdenkmale der Großsiedlung Trachau
Sachgesamtheit Großsiedlung Trachau mit folgenden Einzeldenkmalen: Güntzheim (ID-Nr. 09217449, Industriestraße 40), Apostelkirche (ID-Nr. 09217462, Kopernikusstraße 40), Heizhaus (ID-Nr. 09217431, Halleystraße 2), Brunnen mit Faunfigur (ID-Nr. 09303595, Aachener Straße), die Wohngebäude Aachener Straße 1/3 und Industriestraße 28 (ID-Nr. 09217566), Aachener Straße 5 (ID-Nr. 09210053), Aachener Straße 7/7b (ID-Nr. 09210054), Aachener Straße 9/9b/11/11b, Halleystraße 1/3/5/7 und Kopernikusstraße 38/38b (ID-Nr. 09210055), Aachener Straße 13/15/15b/17/17b/19/19b/19c/21/21b/23/23b/25 (ID-Nr. 09210059), Aachener Straße 25b/27/27b/29/29b (ID-Nr. 09210060), Abbestraße 1/3/5/7/9/11/13/15/17/21/23 (ID-Nr. 09217339), Abbestraße 2/4/6/8 (ID-Nr. 09210072), Abbestraße 10 (ID-Nr. 09210074), Abbestraße 14/16/18/20/22/24 (ID-Nr. 09210075) Abbestraße 25/27/29 und Benzstraße 2 (ID-Nr. 09210069), Abbestraße 31/33/35 (ID-Nr. 09210070), Benzstraße 4 (ID-Nr. 09210078), Benzstraße 6 und Fraunhoferstraße 28/30 (ID-Nr. 09210079), Brehmweg 1/3/5/7/9/11/13/15/17/19/21/23 (ID-Nr. 09217359), Carl-Zeiss-Straße 1/3 (ID-Nr. 09217363), Carl-Zeiss-Straße 5 (ID-Nr. 09210101), Carl-Zeiss-Straße 7 (ID-Nr. 09210102), Carl-Zeiss-Straße 9/11 (ID-Nr. 09210103), Carl-Zeiss-Straße 14/16 (ID-Nr. 09210104), Carl-Zeiss-Straße 18/20 (ID-Nr. 09210105), Carl-Zeiss-Straße 22/24 (ID-Nr. 09210108), Carl-Zeiss-Straße 26/28/30/32/34/36/38/40/42/44/46/48, Dopplerstraße 3/5, Fraunhoferstraße 1/3/5/7/9/11/13/15/17/19/21/23/25/27/29/31/33, Industriestraße 54/56/58/60/62/64/66, Kopernikusstraße 66/68/70/72/74 und Richard-Rösch-Straße 2/4/6/8/10/12/14/16/18/20/22/24/26/28/30/32/34/36/38/40 (ID-Nr. 09210110), Dopplerstraße 1, Fraunhoferstraße 2 und Kopernikusstraße 54/56/58/60/62/64 (ID-Nr. 09217376), Dopplerstraße 2 und Kopernikusstraße 42/44/46/48/50/52 (ID-Nr. 09210114), Fraunhoferstraße 4/6/8/10/12/14/16/18/20/22/24/26 (ID-Nr. 09210116), Frauenhoferstraße 32/34/36/38 (ID-Nr. 09210119), Gustav-Richter-Straße 1/3/5/7 (ID-Nr. 09217428), Gustav-Richter-Straße 2/4/6/8/10/12/14/16/18/20; Großsiedlung Trachau, Bauabschnitt bis 1933 bekanntestes Beispiel des Neuen Bauens in Dresden und repräsentativ für den gemeinnützigen Wohnungsbau der Weimarer Republik, danach konsequent in traditioneller Bauweise fortgesetzt, damit exemplarisch für den Paradigmenwechsel in Architektur und Städtebau nach 1933, baugeschichtlich, städtebaulich und in Teilen künstlerisch bedeutend sowie singulär. 

Großsiedlung Trachau: Gebäude einer weiträumigen Siedlung von ASSV, GEWOG, GEWOBAG und Siedlergemeinschaft Sonnenlehne e. V. mit Apostelkirche, ehemaligem Güntzheim, Heizhaus, weiteren Zweckgebäuden, Freiplastiken, Grüngestaltung usw. zwischen Aachener Straße, Schützenhofstraße, Richard-Rösch-Straße und Industriestraße, gesamte Anlage axial auf das ehemaligen Güntzheim ausgerichtet, von 1929 bis Ende der 1950er Jahre entstanden, bedeutendstes Beispiel des Neuen Bauens in Dresden, dabei auch exemplarisch für den Paradigmenwechsel in Architektur und Städtebau nach 1933, Beteiligung mehrerer Architekten, Bauten der Weimarer Republik modern, funktionalistisch, mit klaren Baukuben, Flachdächern, Fensterbändern, Loggien usw., dem Bauhaus nahestehend, bemerkenswert die Laubenganghäuser in der Halleystraße, kleinteiliger die Reihenhäuser an der Schützenhofstraße, Gebäude im oberen Teil der Aachener Straße mit modernen Fassaden und Walmdächern schaffen Übergang zur gegenüberliegenden Gartenheimsiedlung, Häuser der NS-Zeit traditionalistisch, mit Lochfassaden und Walmdächern, Fortsetzung dieser formalen Auffassung bis Ende der 1950er Jahre, neben Hellerau bedeutsamste Siedlungsanlage aus der ersten Hälfte des 20. Jahrhunderts in Dresden, mit Rundling und Meyerschen Häusern in Leipzig eine der städtebaulich ambitioniertesten sächsischen Siedlungen dieser Zeit, darüber hinaus größte Anlage des Kleinwohnungs- und Siedlungsbaus um 1930 in Sachsen, baugeschichtlich, stadtentwicklungsgeschichtlich und in Teilen künstlerisch bedeutend sowie singulär (LfD/2010).
2. 1 2 3 4 5 6 7 8 9 10 11 12 13 14 15 16 17 18 19 20 21 22 23 24 25 26 27 28 29 30 31 32 33 34 35 36 37 38 39 40 41 42 43 44 45 46 47 48 49  
Teil der Großsiedlung Trachau, Bauabschnitt bis 1933 bekanntestes Beispiel des Neuen Bauens in Dresden und repräsentativ für den gemeinnützigen Wohnungsbau der Weimarer Republik, danach konsequent in traditioneller Bauweise fortgesetzt, damit exemplarisch für den Paradigmenwechsel in Architektur und Städtebau nach 1933.
3. 1 2 3 4 5 6 7 8  
Anlage einer kleinen Siedlung des Bauverein Gartenheim e.G.m.b.H. in etwa zwischen Aachener Straße, Platanenstraße, Böttgerstraße und Kronenstraße, aus insgesamt elf Gebäuden mit begleitender Grüngestaltung vor und hinter den Häusern sowie kleinen Portalen und Einfriedungen, traditionell gestaltete Häuser mit Walm- oder Satteldächern, die Lochfassaden belebt durch Klappläden, Sprossenfenster, offene Loggien, der zurückhaltende Schmuck zumeist an Giebeln, Vorbauten und Eingangsachsen, Dachaufbauten, trotz unterschiedlicher Gestaltung in den Details Gesamtzusammenhang erkennbar, eine der qualitätvollsten Anlagen traditionellen Siedlungsbaus aus den 1920er Jahren in Dresden, baugeschichtlich, künstlerisch und stadtentwicklungsgeschichtlich bedeutend (LfD/2010).
4. 1 2 3  
Gartenheimsiedlung Trachau II: Kleine Siedlung des Bauverein Gartenheim e.G.m.b.H. in etwa zwischen Böttgerstraße, Platanenstraße, Stephanstraße und Burgsdorffstraße, aus insgesamt zwölf Gebäuden mit Einfriedungen und kleinen Portalen, traditionell gestaltete Häuser mit Walm- oder Satteldächern, die Lochfassaden belebt durch Klappläden, Sprossenfenster, offene Loggien, der zurückhaltende Schmuck zumeist an Vorbauten und Eingangsachsen, Dachaufbauten, trotz unterschiedlicher Gestaltung in den Details Gesamtzusammenhang erkennbar, etwas eigenwilliger die Platanenstraße 17/17b mit gotisierenden Treppengiebeln, Anlage in etwa vergleichbar mit der westlich benachbarten kleinen Siedlung des Bauverein Gartenheim (siehe Aachener Straße 34-38), baugeschichtlich, künstlerisch und stadtgeschichtlich bedeutend (LfD/2010).
5. 1 2 3 4  
Kleine Siedlung des Bauverein Kriegerfamilienheim in etwa zwischen Böttgerstraße, Schützenhofstraße, Stephanstraße und Platanenstraße, aus insgesamt zehn Bauten mit Grünanlage und Einfriedungen, Gebäude traditionelle Geschossbauten mit Walmdächern, Lochfassade und Dachaufbauten, Betonung der Eingangsachsen, zumeist horizontale Gliederungen, Akzentuierung durch Blendbögen und -felder, runde Öffnungen usw., Eingangssituation zur Stephanstraße 81b/81c durch Mauergestaltung und Giebelwand hervorgehoben, markante Anlage des Kleinwohnungs- und Siedlungsbaues der 1920er Jahre, baugeschichtlich, künstlerisch und stadtentwicklungsgeschichtlich bedeutend (LfD/2010).
6. ↑  
Die um 1930 mit Lochfassade und Walmdächern errichtete Wohnanlage über L-förmigem Grundriss an Bunsen- und Wöhlerstraße besteht aus 4 aneinander gebauten Mehrfamilienhäusern. An den viergeschossigen, weitgehend schmucklosen Wohnhäusern sind die Treppenhausachsen durch verputzte, farbig abgesetzte Risalite mit geradem, leicht gestuftem Abschluss hervorgehoben und werden belebt von expressionistischen Formen wie Dreiecken, Staffelungen und spitzen Winkel. In allen Treppenhäusern auffällig gesprosste Fenster und Haustürverglasungen. Die markante Anlage verweist auf die bauliche Entwicklung dieses Teils von Trachau um 1930 vor allem als Arbeiterwohngebiet, hierdurch erlangt sie einen stadtentwicklungsgeschichtlichen Aussagewert. Außerdem ist die Wohnanlage als Zeugnis für die Architektur ihrer Zeit von baugeschichtlicher und städtebaulicher Bedeutung (LfD/2014).